# Lista câștigătorilor premiului Ditmar
Premiul Ditmar (în engleză Ditmar Award) a fost acordat anual din 1969 la Convenția Națională Australiană de Științifico-fantastic  (Australian National Science Fiction Convention) sau Natcon pentru a recunoaște realizările în  ficțiunea speculativă australiană (științifico-fantastic, horror și fantasy) și realizările fandomului științifico-fantastic. Premiul este similar cu premiul Hugo, dar la scară națională și nu internațională. Premiile sunt numite Martin James Ditmar „Dick” Jenssen, un fan și artist australian, care a susținut financiar premiile la începutul lor.
Aceasta este o listă a câștigătorilor și a nominalizărilor la premiul Ditmar:

## Rezultate
Cu text aldin sunt prezentați câștigătorii, restul sunt nominalizările.

### 1969: A 8-a Convenție SF Australiană, Melbourne
Cea mai bună lucrare australiană SF de orice lungime sau colecție
- Pacific Book Of Australian SF, John Baxter
- False Fatherland, A. Bertram Chandler
- "Final Flower", Stephen Cook

Cea mai bună lucrare internațională  SF de orice lungime sau colecție
- An Age, Brian Aldiss
- Camp Concentration, Thomas M. Disch
- The Ring of Ritornel, Charles Harness

Cel mai bun scriitor contemporan de SF
- Brian Aldiss
- R.A. Lafferty
- Samuel R. Delany
- Roger Zelazny

Cel mai bun fanzin australian sau altă publicație a fanilor
- Australian Science Fiction Review, John Bangsund
- The Mentor, Ronald L Clarke
- Rataplan, Leigh Edmonds

### 1970: A 9-a Convenție SF Australiană, Melbourne
Cea mai bună lucrare SF australiană
- "Dancing Gerontius", Lee Harding
- "Anchor Man", Jack Wodhams
- "Split Personality", Jack Wodhams
- "The Kinsolving's Planet Irregulars", A. Bertram Chandler

Cea mai bună publicație internațională
- Amazing Stories
- Vision of Tomorrow

Cea mai bună ficțiune internațională
- The Left Hand of Darkness (Mâna stângă a întunericului), Ursula K. Le Guin
- Cosmicomics, Italo Calvino

Cel mai bun fanzin australian
- S.F. Commentary, Bruce Gillespie
- The Journal of Omphalistic Epistemology, John Foyster

### 1971: A 10-a Convenție SF Australiană, Melbourne
Cea mai bună lucrare SF australiană
- After Ragnarok, Robert Bowden
- "The Bitter Pill", A. Bertram Chandler
- Squat, David Rome

Cea mai bună ficțiune internațională
- Time and the Hunter, Italo Calvino
- "The Region Between", Harlan Ellison
- Tower Of Glass, Robert Silverberg
- Niciun premiu

Cel mai bun fanzin australian
- S.F. Commentary, Bruce Gillespie
- The Somerset Gazette, Noel Kerr
- The New Forerunner, Gary Mason

Premii speciale
- SF in the Cinema, John Baxter
- Vision of Tomorrow, Ron Graham

### 1972: Syncon 2, Sydney
Cea mai bună ficțiune australiană
- "What You Know", A. Bertram Chandler
- The Fallen Spaceman, Lee Harding
- "The Immortal", Olaf Ruhen
- "The Man Of Slow Feeling", Michael Wilding
- The Authentic Touch, Jack Wodhams

Cea mai bună ficțiune internațională
- To Your Scattered Bodies Go, Philip Jose Farmer
- "Continued On the Next Rock", R.A. Lafferty
- The Lathe Of Heaven, Ursula K. Le Guin
- Ringworld, Larry Niven
- A Time Of Changes, Robert Silverberg

Cel mai bun fanzin australian
- Scythrop, John Bangsund
- The Mentor, Ron L. Clarke
- The Fanarchist, David Grigg
- Chao, John Alderson
- S.F. Commentary, Bruce Gillespie

### 1973: Advention 2, Adelaide
Cea mai bună ficțiune australiană
- The Hard Way Up, A. Bertram Chandler
- "Let it Ring", John Ossian (John Foyster)
- "Gone Fishing", David Rome
- "Budnip", Jack Wodhams

Cea mai bună ficțiune internațională
- The Gods Themselves (Zeii înșiși), Isaac Asimov
- The Gorgon Festival, John Boyd
- The IQ Merchant, John Boyd
- Dying Inside, Robert Silverberg

Cea mai bună prezentare dramatică
- Aussiefan
- A Clockwork Orange
- Slaughterhouse Five
- Aventuri în Casa Morții

Cel mai bun fanzin australian
- Chao, John Alderson
- Gegenschein, Eric Lindsay
- Rataplan, Leigh Edmonds
- S.F. Commentary, Bruce Gillespie

### 1974: Ozcon, Melbourne
Nu s-a acordat niciun premiu

### 1975: Syncon '75, Sydney
Cea mai bună lucrare SF australiană
- The Bitter Pill, A. Bertram Chandler
- The Soft Kill, Colin Free
- "The Ark of James Carlyle", Cherry Wilder

Cea mai bună ficțiune internațională
- Protector, Larry Niven
- The Dispossessed, Ursula K. Le Guin
- Frankenstein Unbound, Brian Aldiss

Cel mai bun fanzin australian
- Osiris, Del & Dennis Stocks
- Forerunner, Sue Clarke
- Fanew Sletter, Leigh Edmonds
- Chao, John Alderson
- Gegenschein, Eric Lindsay

### 1976: Bofcon, Melbourne
Cea mai bună ficțiune australiană
- The Big Black Mark, A. Bertram Chandler
- "Way Out West", Cherry Wilder
- The Frozen Sky, Lee Harding (Marcat ca ineligibil, publicat în 1976)

Cea mai bună ficțiune internațională
- The Indian Giver, Alfred Bester
- The Shockwave Rider, John Brunner
- The Forever War, Joe Haldeman
- Inferno, Larry Niven & Jerry Pournelle
- "Down to a Sunless Sea", Cordwainer Smith

Cel mai bun fanzin australian
- Chao, John Alderson
- Fanew Sletter, Leigh Edmonds
- Mad Dan's Review, Marc Ortlieb
- Osiris, Del & Dennis Stocks
- Interstellar Ramjet Scoop, Bill Wright

Premiul William Atheling Jr
- Algis Budrys, Foundation & Asimov
- James Gunn, Alternative Worlds
- David Ketterer, New Worlds For Old
- George Turner, Paradigm and Pattern; Form and Meaning in "The Dispossessed"
- George Turner, Philip Dick by 1975

### 1977: A-Con 7, Adelaide
Cel mai bun Science Fiction australian
- "The Ins and Outs of the Hadhya City State", Phillipa Maddern
- Kelly Country, A. Bertram Chandler
- Future Sanctuary, Lee Harding
- Walkers on the Sky, David Lake

Cea mai bună ficțiune internațională
- A World Out of Time, Larry Niven
- The Space Machine, Chris Priest
- The Hand of Oberon, Roger Zelazny
- "Piper at the Gates of Dawn", Richard Cowper

Cel mai bun fanzin australian
- S.F. Commentary, Bruce Gillespie
- Mad Dan's Review, Marc Ortlieb
- Enigma, Van Ikin
- South of Harad, East of Rhun, Jon Noble

Premiul William Atheling Jr
- George Turner, "Theme as an Element of Fiction"
- George Turner, "The Jonah Kit"
- George Turner & Peter Nichols, "Plumbers of the Cosmos"

premiul comisiei
- "The Ins and Outs of the Hadhya City State", Phillipa Maddern

### 1978: Unicon IV, Melbourne
Cel mai bun roman SF australian
- The Right Hand of Dextra, David Lake
- The Wildings of Westron, David Lake
- The Weeping Sky, Lee Harding
- The Luck of Brins Five, Cherry Wilder

Cea mai bună ficțiune scurtă SF australiană
- "Albert's Bellyful", Francis Payne (Yggdrasil, Feb '77)
- "Ignorant of Magic", Phillipa C. Maddern (View From The Edge)
- "The Two Body Problem", Bruce Barnes (View From The Edge)
- "The Long Fall", A. Bertram Chandler (Amazing, July '77)

Cea mai bună ficțiune internațională
- In the Hall Of the Martian Kings, John Varley, F&SF, Feb '77
- The Silmarillion, J. R. R. Tolkien (Allen & Unwin)
- Our Lady Of Darkness, (aka The Pale Brown Thing) Fritz Leiber, (Berkeley Putnam/F&SF, Jan February 77)
- A Dream of Wessex, Chris Priest (Faber)
- "The House of Compassionate Sharers", Michael Bishop (Cosmos No 1)
- The Silver in the Tree, Susan Cooper (Chatto & Windus)
- Poarta, Frederik Pohl (Gollancz or Ballantine)

Cea mai bună publicație australiană (fanzin)
- Yggdrasil, Dennis Callegari & Alan Wilson
- Enigma, Van Ikin
- Minardor, Marc Ortlieb
- Fanew Sletter, Leigh Edmonds
- Epsilon Eridani Express, Neville J. Angove

Premiul William Atheling Jr
- George Turner, "The Martial Art of SF Criticism", Yggdrasil, Feb, May & August 1977
- Andrew Whitmore, "The Novels of D.G. Compton", SF Commentary, No 52.
- Robert Scholes & Eric S. Rabkin, Science Fiction: History Science Vision, O.U.P
- George Turner, "The Silverberg Phenomenon", SF Commentary, No 51
- Van Ikin, "recenzie a 'Going'"

### 1979: Syncon '79, Sydney
Cea mai bună ficțiune australiană
- To Keep The Ship, A. Bertram Chandler (DAW)
- Beloved Son, George Turner (Faber)
- Play Little Victims, Kenneth Cook (Pergamon Press)
- "Pie Row Joe", Kevin McKay, Rooms of Paradise (Quartet)

Cea mai bună ficțiune internațională
- The Far Call, Gordon R. Dickson (Quantum)
- Dreamsnake, Vonda McIntyre (Houghton & Mifflin)
- Stardance II, Spider și Jeanne Robinson, Analog, Septembrie-noiembrie 1978
- "The Persistence of Vision", John Varley, F&SF, martie 1978
- The White Dragon, Anne McCaffrey

Cel mai bun fanzin australian
- Forerunner, Jack R. Herman
- Yggdrasil, Dennis Callegari & Alan Wilson
- Scytale, Peter Toluzzi
- The Epsilon Eridani Express, Neville J. Angove
- Chunder!, John Foyster

Cel mai bun scriitor fan australian
- Leanne Frahm
- John Bangsund
- Marc Ortlieb
- Anthony Peacy
- Eric Lindsay
- John Foyster

Premiul William Atheling Jr
- Susan Wood, "Women and Science Fiction", Algol 33, 1978
- John Bangsund, Parergon Papers 10, ANZAPA, October 1978
- John McPharlin, "On The Ebb Tide of the New Wave", Auto Delerium, March 1978
- Lloyd Biggle Jr, "The Morasses of Academe Revisited", Analog, September 1978

### 1980: Swancon 5, Perth
Cea mai bună ficțiune australiană
- Moon in the Ground, Keith Antill
- Displaced Person, Lee Harding
- Australian Gnomes, Robert Ingpen
- "One Clay Foot", Jack Wodhams

Cea mai bună ficțiune internațională
- Ghidul autostopistului galactic, Douglas Adams
- Castle Roogna, Piers Anthony
- The Flight of Dragons, Peter Dickinson
- Dragondrums, Anne McCaffrey
- Titan, John Varley

Cel mai bun fanzin australian
- Bionic Rabbit, Damian Brennan
- The Wasffan, Roy Ferguson
- Chunder, John Foyster
- S.F. Commentary, Bruce Gillespie
- Forerunner, Jack Herman

Cel mai bun scriitor fan australian
- Damian Brennan
- Roy Ferguson
- Leanne Frahm
- Jack R. Herman
- Marc Ortlieb

Cel mai bun artist australian de Fantasy/SF
- Bevan Casey
- Chris Johnston
- Rob McGough
- John Packer
- Marilyn Pride
- Jane Taubman

Premiul William Atheling Jr
- Terry Dowling, "The Art of Xenography", Science Fiction 3
- Bruce Gillespie, "The Man Who Filled the Void" & "By Our Fruits", S.F. Commentary 55/56
- Jack R. Herman, "Paradox as Paradigm: A recenzie a The Chronicles of Thomas Covenant the Unbeliever", Forerunner, May
- George Turner, "Delany: A Victim of the Great Applause", Yggdrasil 3/79

### 1981: Advention '81, Adelaide
Cel mai bun roman australian
- The Dreaming Dragons, Damien Broderick
- Breathing Space Only, Wynne Whiteford
- Looking for Blucher, Jack Wodhams
- The Fourth Hemisphere, David Lake

Cea mai bună ficțiune scurtă australiană
- "Deus Ex Corporus", Leanne Frahm
- "The Pastseer", Phillipa Maddern
- "Passage to Earth", Leanne Frahm
- "Horg", Jay Hoffman

Cea mai bună ficțiune internațională 
- Mockingbird, Walter Tevis
- The Snow Queen (Regina Zăpezilor), Joan D. Vinge
- Timescape (Timperfect), Gregory Benford
- The Wounded Land, Stephen R. Donaldson

Cel mai bun fanzin australian
- Australian Science Fiction News, Mervyn R. Binns
- Q36, Marc Ortlieb
- Chunder, John Foyster
- S.F. Commentary, Bruce Gillespie

Cel mai bun scriitor fan australian
- Leigh Edmonds
- Leanne Frahm
- David Grigg
- Marc Ortlieb

Cea mai bună artist australian de SF/Fantasy
- John Packer
- Marilyn Pride
- Jane Taubman
- Julie Vaux

Premiul William Atheling Jr.
- Algis Budrys, "Charting Paradise"
- Christopher Priest, "Outside the Whale"
- John Sladek, "Four Reasons for Reading Thomas M. Disch"
- George Turner, "Frederik Pohl as a Creator of Future Societies" și "Samuel Delany: Victim of Great Applause"

### 1982: Tschaicon, Melbourne
(Ziarul australian  Thyme  relatează că Tschaicon a fost „Prima convenție australo-asiatică de science fiction”, în care cuvântul „australian” a fost înlocuit cu „australo-asiatic” în întregime; categoriile de premiere au folosit cuvântul „australo-asiatic” în locul cuvântului „australian”.)
Cea mai bună ficțiune lungă SF&F australo-asiatică
- The Anarch Lords, A. Bertram Chandler
- Bard, Keith Taylor
- Behind the Wind, Patricia Wrightson
- City of Women, David Ireland
- The Man Who Loved Morlocks, David Lake

Cea mai bună ficțiune scurtă SF&F australo-asiatică
- Armstrong, Jack Wodhams
- Tales of Mirric, Elizabeth Travers
- Where Silence Rules, Keith Taylor

Cea mai bună ficțiune internațională
- The Affirmation, Chris Priest
- The Claw of the Conciliator, Gene Wolfe
- Radix, A. A. Attanasio
- The Sirian Experiments, Doris Lessing

Cel mai bun fanzin australo-asiatic
- Cea mai bună lucrare SF australiană News, Mervyn R. Binns
- Q36, Marc Ortlieb
- S.F. Commentary, Bruce Gillespie
- Thyme, Andrew Brown și Irwin Hirsh
- Weberwoman's Wrevenge, Jean Weber

Cel mai bun scriitor fan australo-asiatic
- Leigh Edmonds
- Judith Hanna
- Eric B. Lindsay
- Marc Ortlieb

Cel mai bun artist SF&F australo-asiatic
- Steph Campbell
- Chris Johnston
- John Packer
- Marilyn Pride

Premiul William Atheling Jr
- Damien Broderick, "The Lately Great Alfred Bester", S.F. Commentary 62/66
- Thomas Disch, "The Labor Day Group" F&SF, February 1981
- Bruce Gillespie, "Sing a Song of Daniel", S.F. Commentary 62/66

### 1983: Syncon '83, Sydney
Cea mai bună lucrare SF&F australiană
- The Ones Who Walk Away Behind the Eyes, Terry Dowling, Omega, mai 1982
- The Lances of Nengesdul, Keith Taylor
- Vaneglory, George Turner

Cea mai bună ficțiune internațională
- No Enemy But Time, Michael Bishop
- The One Tree, Stephen R. Donaldson
- Ridley Walker, Russell Hoban
- Roderick, John Sladek

Cel mai bun fanzin australian
- Ornithopter, Leigh Edmonds
- Q36, Marc Ortlieb
- Science Fiction, Van Ikin
- Thyme, Andrew Brown, Irwin Hirsh, Roger Weddall
- Weberwoman's Wrevenge, Jean Weber

Cel mai bun scriitor fan australian
- Terry Dowling
- Leigh Edmonds
- Marc Ortlieb

Cel mai bun artist australian SF&F
- Kerrie Hanlon
- Chris Johnston
- Marilyn Pride
- Nick Stathopoulos

Cel mai bun animator australian SF&F
- Terry Frost
- Michael McGann
- John Packer
- Jane Taubman
- Julie Vaux

Cel mai bun editor australian SF&F
- Neville Angove
- Mervyn Binns
- Ron L. Clarke
- Paul Collins
- Van Ikin
- Norstrilia Press - Rob Gerrand, Bruce Gillespie & Carey Handfield

Premiul William Atheling Jr

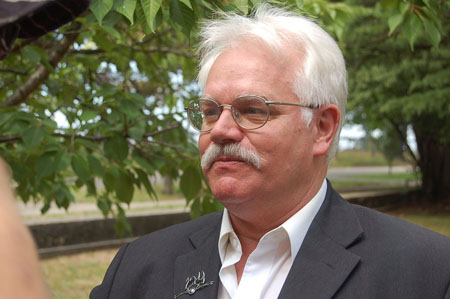
Terry Dowling - a primit Premiul William Atheling Jr în 1983

- Terry Dowling, "Kirth Gersen: The Other Demon Prince", Science Fiction 11
- Terry Dowling, "The Lever of Life: Winning and Losing in the Fiction of Cordwainer Smith", Science Fiction 10
- Bruce Gillespie, S.F. Commentary, The First Year

Premiu  (Contribuție la Fandom)
- Robin Johnson, Contribuție la Fandom

### 1984: Eurekacon, Melbourne
Cea mai bună ficțiune lungă australiană SF&F
- The Tempting of the Witchking, Russell Blackford (Cory & Collins)
- The Judas Mandala, Damien Broderick (Timescape)
- Valencies, Damien Broderick & Rory Barnes (UQP)
- Kelly Country, A. Bertram Chandler (Penguin)
- Yesterday's Men, George Turner, (Faber)
- Thor's Hammer, Wynne Whiteford (Cory & Collins)

Cea mai bună ficțiune scurtă australiană SF&F
- "Crystal Soldier", Russell Blackford
- "Life the Solitude", Kevin McKay
- "Land Deal", Gerald Murnane
- "Above Atlas His Shoulders", Andrew Whitmore

Cea mai bună ficțiune internațională
- The Birth of the People's Republic of Antarctica, John Calvin Batchelor (Dial Press)
- The Tempting of the Witchking, Russell Blackford (Cory and Collins)
- Dr Who (BBC)
- Pilgerman, Russell Hoban (Jonathan Cape)
- Yesterday's Men, George Turner (Faber)
- Thor's Hammer, Wynne Whiteford (Cory & Collins)
- Niciun premiu

Cel mai bun fanzin australian
- Australian Science Fiction News, Mervyn R. Binns
- Rataplan/Ornithopter, Leigh Edmonds
- Science Fiction, Van Ikin
- Thyme, Roger Weddall
- Wahf-full, Jack Herman

Cel mai bun scriitor fan australian
- Leigh Edmonds
- Terry Frost
- Jack Herman
- Seth Lockwood

Cel mai bun artist australian SF&F
- Neville Bain
- Steph Campbell
- Michal Dutkiewicz
- Chris Johnston
- Nick Stathopoulos

Cel mai bun animator australian SF&F
- Bill Flowers
- Terry Frost
- Craig Hilton
- Michael McGann
- John Packer
- Clint Strickland

Cel mai bun editor australian SF&F
- Paul Collins
- Van Ikin
- David King
- Norstrilia Press - Rob Gerrand, Bruce Gillespie & Carey Handfield

Premiul William Atheling Jr
- Nu s-a acordat

### 1985: Advention '85, Adelaide
Cel mai bun roman australian
- Beast of Heaven, Victor Kelleher
- The Last Amazon, A. Bertram Chandler
- The Wild Ones, A. Bertram Chandler
- Suburbs of Hell, Randolph Stow

Cea mai bună ficțiune scurtă australiană
- "Terrarium", Terry Dowling, Omega, May/June 1984
- "The Maze Man", Terry Dowling, Men's Journal, Summer 1984
- "Resurrection", Damien Broderick, IASFM, August 1984
- "Three Star Trek", Ron Ferguson, Omega, Sept/October 1984

Cea mai bună ficțiune internațională
- Neuromancer, William Gibson (Ace)
- The Final Encyclopedia, Gordon R. Dickson (Tor)
- Native Tongues, Suzette Haden Elgin, (DAW)
- Damiano's Lute, R.A. MacAvoy (Bantam)

Cel mai bun fanzin australian
- Australian SF News, Merv Binns
- The Mentor, Ron L. Clarke
- Rataplan, Leigh Edmonds
- Science Fiction, Van Ikin

Cel mai bun scriitor fan australian
- Leigh Edmonds
- David Grigg
- Leanne Frahm
- Yvonne Rousseau

Cel mai bun artist australian de SF sau Fantasy, ilustrator sau animator
- Nick Stathopoulos
- Craig Hilton
- Kerrie Hanlon
- Peter Reading

Cel mai bun editor australian de SF sau Fantasy
- Paul Collins
- Van Ikin
- Philip Gore
- Bruce Gillespie

Cea mai bună prezentare dramatică SF/Fantasy  australiană
- Boiling Frog, teatru produs de Adelaide & Sydney
- Beach Blanket Tempest, teatru muzical Rock Fantasy   (Half Moon Production)
- Omul zăpezilor -- Iceman, Fred Schepisi regizor
- Iceman, Bruce Smeaton coloană sonoră
- Thief of Sydney, animație de scurtmetraj
- Kindred Spirits, Film TV ABC

Premiul William Atheling Jr.
- George Turner, In The Heart or in the Head
- John Foyster, Article on George Turner, ASFN 1984
- Damien Broderick, SF Reviews, "The Age", 1984
- John Baxter, SF Reviews, The Australian, 1984

### 1986: Swancon XI, Perth
Australian Science Fiction Novel
- Landscape With Landscapes, Gerald Murnane (Norstrilia)
- Illywacker, Peter Carey (UQP)
- Changelings of Cha'an, David Lake (Hyland House)
- Transing Syndrome, Kurt von Trojan (Rigby)

Cea mai bună ficțiune scurtă australiană
- "The Twist of Fate", David Grigg, Urban Fantasies
- "Glass Reptile Breakout", Russell Blackford, Strange Attractors
- "Montage", Lucy Sussex, Urban Fantasies
- "The Fittest", George Turner, Urban Fantasies
- "Lipton Village Society", Lucy Sussex, Strange Attractors
- "The Bullet That Grows in the Gun", Terry Dowling, Urban Fantasies

Cea mai bună ficțiune internațională
- Devil in a Forest, Gene Wolfe (Granada)
- Tik-Tok, John Sladek (Corgi)
- Free Live Free, Gene Wolfe (Gollancz)
- Peace, Gene Wolfe (Chatto)
- Compass Rose, Ursula K. Le Guin (Bantam, also Underwood & Miller, and Harper and Row)
- Elleander Morning, Jerry Yulsman (Orbit/Futura)

Cel mai bun fanzin australian
- The Notional, Leigh Edmonds
- The Metaphysical Review, Bruce Gillespie
- Thyme, Roger Weddall & Peter Burns
- Tigger, Marc Ortlieb
- Sikander, Irwin Hirsh

Cel mai bun scriitor fan australian
- Bruce Gillespie
- Damien Broderick
- Leigh Edmonds
- Yvonne Rousseau
- Marc Ortlieb

Cel mai bun artist australian de SF&F
- Lewis Morley
- John Packer
- Betty deGabrielle
- Nick Stathopoulos
- Marilyn Pride
- Craig Hilton

Premiul William Atheling Jr
- Norman Talbot
- Russell Blackford
- George Turner, "Neuromancer et al."
- Yvonne Rousseau

### 1987: Capcon, Canberra
Cel mai bun roman australian SF&F
- Bard III: The Wild Sea, Keith Taylor (Ace)
- "Oasis", Patrick Urth, Aphelion 1-4
- Taronga, Victor Kelleher (Viking Kestrel)
- The Black Grail, Damien Broderick (Avon)
- Adventures Of Christian Rosy Cross, David Foster (Penguin)

Cea mai bună ficțiune scurtă australiană SF&F
- "Shut the Door When You Go Out", George Turner, Aphelion 4
- "The Man Who Lost Red", Terry Dowling
- "Time of the Star", Terry Dowling, Aphelion 3
- "A Dragon Between His Fingers", Terry Dowling, Omega, May/June
- "For the Man Who Has Everything", Chris Simmons, Aphelion 1

Cel mai bun fanzin australian
- The Space Wastrel, Mark Loney, Michelle Muijsert, Julian Warner
- Motional, Anonymous
- Larrikin, Irwin Hirsh & Perry Middlemiss
- Metaphysical Review, Bruce Gillespie
- Thyme, Roger Weddall and Peter Burns

Cel mai bun artist australian de SF&F
- Craig Hilton
- Nick Stathopoulos
- Kerrie Hanlon
- Betty deGabriele
- John Packer

Cea mai remarcabilă contribuție la fandomul australian
- Carey Handfield, T.R.O. (The Real Official.)

Premiul William Atheling
- Russell Blackford, Debased and Lascivious
- Dave Luckett
- Margaret Winch, Frank's Tank
- Michael J Tolley

### 1988: Conviction, Sydney
Cea mai bună ficțiune lungă australiană
- For as Long as You Burn, Terry Dowling, Aphelion 5
- The Makers, Victor Kelleher (Viking, Kestrel)
- Bard IV: Raven's Gathering, Keith Taylor (Ace)
- The Sea and the Summer, George Turner (Faber)
- The Hyades Contact, Wynne Whiteford (Ace)

Cea mai bună ficțiune scurtă australiană
- The Dirty Little Unicorn, Stephen Dedman
- "The Last Elephant", Terry Dowling, Australian Short Stories #20
- "Marmordesse", Terry Dowling, Omega, January 1987
- "The Supramarket", Leanne Frahm, Doom City
- "The Celestial Intervention Agency", Karen Herkes, Time Loop #70

Cel mai bun fanzin australian
- Australian Science Fiction Review, Melbourne Collective eds
- Larrikin, Irwin Hirsh, Perry Middlemiss
- Science Fiction, Van Ikin
- The Space Wastrel, Mark Loney, Michelle Muijsert, Julian Warner

Cel mai bun scriitor fan australian
- Karen Herkes
- Jack R. Herman
- Irwin Hirsh
- Van Ikin
- Perry Middlemiss

Cel mai bun artist fan
- Donna Angus
- Kerrie Hanlon
- Craig Hilton
- David Kenyon
- Stephen McArthur
- Lewis Morley

Premiul William Atheling Jr
- Russell Blackford, "Deconstructing the Demon: John Calvin Bachelor's Novels" ASFR #11
- Richard Erlich & Peter Hall, "A Prefilmic, Post-Poststructurialist Prostruction of Alien/Alien3", ASFR #11
- John Foyster, recenzie a Trillion Year Spree, ASFR #7
- Van Ikin, "Mirror Reversals and the Tolkien Writing Game", Science Fiction #25
- Susan Margaret, "Structural Analysis of SF. Why?", The Space Wastrel
- Janeen Webb, "I Know Who I am, But What is my Brand Name?"

### 1989: Swancon 14, Perth
Cea mai bună ficțiune lungă australiană
- Striped Holes, Damien Broderick (Avon)
- West of the Moon, David Lake (Hyland)
- Huaco of the Golden God, Carolyn Logan (A&R)
- Beyond The Labyrinth, Gillian Rubinstein, (Hyland)

Cea mai bună ficțiune scurtă australiană
- "A Tale of Nine Cats", Katherine Cummings, Conviction Programme
- "Scatter My Ashes", Greg Egan, Interzone #23
- "Things Fall Apart", Philippa Maddern, Matilda at the Speed of Light
- "The Colors of the Masters", Sean McMullen, F&SF March 1988
- "My Lady Tongue", Lucy Sussex, Matilda at the Speed of Light

Cea mai bună ficțiune internațională
- Dawn, Octavia Butler (Gollancz)
- Seventh Son, Orson Scott Card (Legend)
- Aegypt, John Crowley (Gollancz)
- Mona Lisa Overdrive, William Gibson (Gollancz)
- On Stranger Tides, Tim Powers (Grafton)
- Life During Wartime, Lucius Shepard (Grafton)
- Islands in the Net, Bruce Sterling (Century)

Cel mai bun fanzin australian
- SFR, SF Collective
- Get Stuffed, Jacob Blake
- Larrikin, Perry Middlemiss & Irwin Hirsh
- Science Fiction, Van Ikin

Cel mai bun scriitor fan australian
- Bruce Gillespie
- Jack Herman
- Van Ikin
- Perry Middlemiss

Cel mai bun artist fan
- Ian Gunn
- Kerrie Hanlon
- Craig Hilton
- Mike McGann
- Kiera McKenzie
- Phil Wlodarczyk

Premiul William Atheling Jr
- Russell Blackford, ASFR articles
- Martin Bridgestock, "Sea & Summer", ASFR, and "Counter Earth/Counter Humanity", Metaphysical Review
- Janeen Webb, ASFR articles
- Arthur Webster, "Speaker for the Dead", Get Stuffed

### 1990: Danse Macabre, Melbourne
The ; Premiul William Atheling Jr  was withdrawn for insufficient nominations
Cea mai bună ficțiune lungă australiană
- Victor Kelleher, The Red King (Viking Kestrel)
- Keith Taylor, The Sorcerer's Sacred Isle (Ace)
- Wynne Whiteford, Lake of the Sun (Ace)

Cea mai bună ficțiune scurtă australiană
- Terry Dowling, "The Quiet Redemption of Andy the House", Australian Short Stories #26 (June 1989)
- Rosaleen Love, "If You Go Down to the Park Today", Total Devotion Machine
- Rosaleen Love, "Total Devotion Machine", Total Devotion Machine
- Petrina Smith, "Over the Edge", Mirrors: Redress Novellas

Cel mai bun fanzin australian
- SF Collective, ASFR
- Melbourne Science Fiction Club, Ethel The Aardvark
- Jacob Blake, Get Stuffed
- Jack Herman, Sweetness and Light

Cel mai bun scriitor fan australian
- Terry Frost
- Bruce Gillespie
- Ian Gunn
- Jack R. Herman
- Yvonne Hintz
- Alan Stewart

Cel mai bun artist fan
- Ian Gunn
- Kerrie Hanlon
- Craig Hilton
- Phil Wlodarczyk

### 1991: Suncon, Brisbane
Best Fannish Cat
- Apple Blossom, humans: Elaine Cochrane & Bruce Gillespie
- Constantinople, human: Phil Wlodarczyk
- Emma Peel, human: Terry Frost
- Godzilla, humans: Ian Gunn & Karen Pender-Gunn
- Honey, humans: Gerald [Smith] & Womble
- Satan, human: Phil Wlodarczyk
- Truffle, humans: Mark Loney & Michelle Muijsert
- Typo, human: Roger Weddall

Cel mai bun fanzin
- Australian Science Fiction Review, (Second series), edited by the Science Fiction Collective
- Doxa!, Roman Orszanski
- Doxy, John Foyster
- Ethel the Aardvark, Alan Stewart
- Pink, Karen Pender-Gunn
- StunGunn, Ian Gunn

Cel mai bun roman sau antologie australiană
- A Pursuit of Miracles, George Turner(Aphelion)
- Fortress of Eternity, Andrew Whitmore (Avon)
- My Lady Tongue and Other Tales, Lucy Sussex (William Heinemann)
- Rynosseros, Terry Dowling (Aphelion)
- The Specialist, Wynne Whiteford (Ace)

Cea mai bună ficțiune scurtă australiană
- "Generation Gap", George Turner, A Pursuit of Miracles, Aphelion
- "God and Her Black Sense of Humour", Lucy Sussex, My Lady Tongue and Other Tales
- "Red Ochre", Lucy Sussex, My Lady Tongue and Other Tales (William Heinemann)
- "The Caress", Greg Egan, Isaac Asimov's SF Magazine January 1990
- "Turtle Soup", Rosaleen Love, Eidolon (Australian magazine) December 1990
- "While the Gate is Open", Sean McMullen, F&SF March 1990

Cel mai bun artist fan australian
- Ian Gunn
- Craig Hilton
- Marion Plumridge
- Phil Wlodarczyk

Cel mai bun scriitor fan australian
- Terry Frost
- Bruce Gillespie
- Ian Gunn
- Marc Ortlieb
- Alan Stewart

Premiul William Atheling Jr
- Russell Blackford, "Analogues of Anomie: Lee Harding's Novels" in Science Fiction 30 & Australian Science Fiction Review (Second Series
- Bruce Gillespie, "The Non-SF Novels of Philip K. Dick" presented at the Nova Mob and published in ANZAPA
- Peter Nicholls, "Fantastic World" reviews in the Melbourne Sunday Herald
- Alan Stewart, Reviews in Ethel the Aardvark and SF Commentary

### 1992: Syncon, Sydney
Cel mai bun roman sau colecție
- From Sea to Shining Star, A. Bertram Chandler
- Wormwood, Terry Dowling
- Brother Night, Victor Kelleher
- Del-Del, Victor Kelleher
- Brainchild, George Turner

Cea mai bună ficțiune scurtă
- "Vanities", Terry Dowling
- "Nobody's Fool", Terry Dowling
- "A Deadly Edge Their Red Beaks Pass Along", Terry Dowling
- "Olive Truffles", Leanne Frahm
- "The Dominant Style", Sean McMullen
- "Alone in his Chariot", Sean McMullen

Cel mai bun fanzin
- Eidolon (Australian magazine), Jeremy Byrne
- Ethel the Aardvark, Alan Stewart
- Inconsequential Parallax, Tim Richards & Narrelle Harris
- Thyme, LynC & Clive Newall
- Thyme, Greg Hills & Mark Loney

Cel mai bun scriitor fan
- James Allen
- Terry Frost
- Bruce Gillespie
- Greg Hills
- Alan Stewart

Cel mai bun artist SF&F
- Ian Gunn
- Craig Hilton
- Nick Stathopoulos
- Phil Wlodarczyk

Premiul William Atheling Jr
- "Jonathan Carroll, Storyteller", Bruce Gillespie
- "Going Commercial", Sean McMullen
- recenzie a The Fantastic Civil War, Blair Ramage

Premiu pentru contribuții la fandom
- Susan Batho
- Ron Clarke
- Jack Herman

### 1993: Swancon 18, Perth
Cea mai bună ficțiune lungă
- Blue Tyson, Terry Dowling
- Quarantine, Greg Egan
- Back Door Man, Ian M. Hails
- Call to the Edge, Sean McMullen
- Brainchild, George Turner
- And Disregards the Rest, Paul Voermans

Cea mai bună ficțiune scurtă
- "Privateer's Moon", Terry Dowling
- "Ship's Eye", Terry Dowling
- "Closer", Greg Egan
- "Worthless", Greg Egan
- "The Seas of Castle Hill Road", Rick Kennett
- "It's All in the Way You Look at It", Michael Pryor

Cel mai bun periodic
- Slow Glass Books Catalog, Justin Ackroyd
- Eidolon (Australian magazine), Jeremy Byrne
- Ethel the Aardvark, Alan Stewart
- Thyme, Alan Stewart
- Aurealis, Dirk Strasser & Stephen Higgins

Cel mai bun scriitor fan
- Paul Ewings
- Terry Frost
- Robin Pen
- Karen Pender-Gunn
- Alan Stewart
- Roger Weddall

Cea mai bună lucrare de artă
- "Fanimals", Ian Gunn
- Space Time Buckaneers, Ian Gunn
- 1992 Ditmar Award, Lewis Morley
- Cover art for Blue Tyson, Nick Stathopoulos
- "Relics", Shaun Tan
- "Snowman", Leisl Yvette

Premiul William Atheling Jr
- "Five Go Camping with 12-01 Club", Paul Ewings
- "James Morrow and the Erni", Bruce Gillespie
- "Cea mai bună lucrare SF australiană Art Turns 50", Sean McMullen
- "From Fantasy to Gallileo", Sean McMullen
- Reviews in Ethel the Aardvark, Karen Pender-Gunn

### 1994: Constantinople, Melbourne
Cea mai bună ficțiune lungă sau colecție
- The Destiny Makers, George Turner
- Graffiti, Dirk Strasser
- Twilight Beach, Terry Dowling
- The Weird Colonial Boy, Paul Voermans

Cea mai bună ficțiune scurtă
- "Catalyst", Leanne Frahm, Terror Australis
- "Starbaby", Rosaleen Love, Overland, December 93
- "The Lottery", Lucy Sussex, Overland, December 93
- "Ghosts of the Fall", Sean Williams, Writers of the Future IX

Cea mai bună lucrare de artă profesionistă
- Galaxy Bookshop Dragon, Lewis Morley
- Twilight Beach Cover, Nick Stathopoulos

Cel mai bun scriitor fan
- Paul Ewins
- Terry Frost
- Bruce Gillespie
- Jan MacNally

Cel mai bun artist fan
- Ian Gunn
- Craig Hilton
- Pamela Rendall
- Steve Scholz
- Kerry Valkova
- Phil Wlodarczyk

Cel mai bun fanzin
- Black Light
- Ethel the Aardvark
- Get Stuffed
- SF Commentary
- The Mentor
- Thyme

Premiul William Atheling Jr
- "Five Bikers of the Apocalypse", Leigh Edmonds, Eidolon (Australian magazine) #12
- "SF Sucks", James Allen, Get Stuffed #6
- "Silverberg Not Moving", Damien Broderick, SF Commentary 73/74/75

### 1995: Thylacon, Hobart
Cea mai bună ficțiune lungă australiană
- Deersnake, Lucy Sussex (Hodder)
- Genetic Soldier, George Turner (William Morrow)
- Permutation City, Greg Egan (Millennium)
- Voices in the Light, Sean McMullen (Aphelion)

Cea mai bună ficțiune scurtă australiană
- "Cocoon", Greg Egan, Asimov's SF, May 94
- "Jinx Ship", Leanne Frahm, The Patternmaker
- "Land's End", Leanne Frahm, Alien Shores
- "Our Lady of Chernobyl", Greg Egan, Interzone 83, May 1994
- "The Patternmaker", Dave Luckett, The Patternmaker

Cea mai bună lucrare de artă profesionistă
- Shaun Tan, for artwork in Aurealis și Eidolon (Australian magazine)

Cel mai bun fanzin
- Gegenschein, Eric Lindsay
- The Mentor, Ron Clarke
- Sirius, Garry Wyatt
- Thyme, Alan Stewart

Cel mai bun scriitor fan
- Terry Frost
- Ian Gunn
- Graham Stone

Cel mai bun artist fan
- Ian Gunn
- Kerri Valkova

Premiul comitetului
- Peter Nicholls

### 1996: Swancon 21, Perth
Cea mai bună ficțiune lungă
- An Intimate Knowledge of the Night, Terry Dowling (Aphelion)
- Mirrorsun Rising, Sean McMullen (Aphelion)
- Sabriel, Garth Nix (Moonstone/Harper Collins)
- She's Fantastical, Lucy Sussex & Judith Buckrich (Sybylla)
- The Unknown Soldier, Sean Williams & Shane Dix (Aphelion)

Cea mai bună ficțiune scurtă
- "Entropy", Leanne Frahm, She's Fantastical (Sybylla)
- "Schrödinger's Fridge", Ian Gunn, Aurealis #15
- "A Sky Full of Ravens", Sue Isle, She's Fantastical (Sybylla)
- "Angel Thing", Petrina Smith, She's Fantastical (Sybylla)
- "A Map of the Mines of Barnath", Sean Williams, Eidolon (Australian magazine) #16
- "The Perfect Gun", Sean Williams, Eidolon (Australian magazine) #17/18

Cea mai bună publicație/periodic/fanzin
- Eidolon (Australian magazine), J. Byrne, R. Scriven & J. Strahan
- Ethel the Aardvark, Paul Ewins
- The Metaphysical Review, Bruce Gillespie
- Pinkette, Karen Pender-Gunn
- Thyme, Alan Stewart

Cea mai bună lucrare de artă
- Thyme 106 (Copertă), Ian Gunn
- An Intimate Knowledge of the Night (Copertă), Nick Stathopoulos
- Eidolon (Australian magazine) 19 (Copertă), Shaun Tan

Cel mai bun scriitor fan/neprofesionist
- Terry Frost
- Ian Gunn
- Cheryl Morgan
- Alan Stewart

Cel mai bun artist fan/neprofesionist
- Ian Gunn
- Steve Scholz
- Kerri Valkova

Premiul William Atheling Jnr
- Reading by Starlight, Damien Broderick (Routledge)
- "The Hunt for Australian Horror Fiction", Bill Congreve, Sean McMullen & Steven Paulsen, The Scream Factory #16

### 1997: Spawncon I, Melbourne
Cea mai bună ficțiune lungă australiană
- Dreamweavers, Paul Collins (ed) (Penguin Books)
- The Memory Cathedral, Jack Dann (Bantam)
- Scarlet Rider, Lucy Sussex (Tor/Forge)
- Metal Fatigue, Sean Williams (Harper Collins)

Cea mai bună ficțiune scurtă australiană
- "The Sword of God", Russell Blackford
- Dreamweavers, Paul Collins(ed) (Penguin Books)
- "The Ichneumon and the Dormeuse", Terry Dowling, Interzone #106
- "Borderline", Leanne Frahm, Borderline (Mirrordanse Books)
- The Stray Cat, Steven Paulsen (Lothian)

Cel mai bun fanzin
- The Communicator, Derek Screen
- Emerald City, Cheryl Morgan
- Oscillation Overthruster, Sue Ann Barber
- Pinkette, Karen Pender-Gunn
- Science Fiction, Van Ikin
- Thyme, Alan Stewart

Cel mai bun scriitor fan
- Terry Frost
- Bruce Gillespie
- Ian Gunn
- Cheryl Morgan
- Karen Pender-Gunn

Cel mai bun artist fan
- Ian Gunn
- Steve Scholz
- Kerri Valkova
- Phil Wlodarczyk

Cea mai bună lucrare de artă profesionistă
- Trudi Canavan for art in Aurealis #17, and Eidolon (Australian magazine) #22/23
- Norm & Margaret Hetherington for Mr Squiggle, ABC TV
- Elizabeth Kyle, Cover of Dreamweavers
- Shaun Tan for artwork in Eidolon (Australian magazine) and the cover of The Stray Cat
- Jason Towers for "Valdo Over Evora" cover, Australian Realms #28

Premiul William Atheling Jr.
- Russell Blackford, for "The Tiger in the Prison House", Science Fiction #37, Reviews of Distress in Science Fiction and NYRSF, and "Jewels in Junk City" in recenzie a Contemporary Fiction
- Alan Stewart, for reviews in Thyme
- Janeen Webb, for "Post human SF: Lost in Cyberspace", The Festival of Imagination Programme Book

### 1998: Thylacon II, Hobart
Cea mai bună ficțiune lungă
- The White Abacus, Damien Broderick (Avon Books)
- Winter, Simon Brown (Harper Collins)
- Darkfall, Isobelle Carmody (Penguin)
- Old Bones, Paul Collins
- Sinner, Sara Douglass (Harper Collins)

Cea mai bună ficțiune scurtă
- "Niagara Falling", Janeen Webb & Jack Dann, Black Mist
- "Lucent Carbon", Russell Blackford, Eidolon (Australian magazine) 25/26
- "The Willcroft Inheritance", Rick Kennett și Paul Collins, Gothic Ghosts
- "Reasons to be Cheerful", Greg Egan, Interzone #118, [Withdrawn.]
- "Grievous Music", Carole Nomarhas, Eidolon 24

Cea mai bună prezentare dramatică
- Spellbinder 2, Nine Network
- Degree Absolute, Bedlam Theatre Company
- Multiverse Ceremonies Video

Cea mai bună lucrare de artă/Cel mai bun Artist
- Kerri Valkova
- Marc McBride, seria Shivers
- Nick Stathopoulos
- Robert Jan
- R & D Studios,  coperta revistei Eidolon
- Shaun Tan, The Viewer

Cel mai bun fanzin
- Eidolon
- Frontier
- Thyme
- Captain's Log
- Oscillation Overthruster

Cel mai bun scriitor fan
- George Ivanoff
- Terry Frost
- Bruce Gillespie
- Leanne Frahm
- Karen Johnson
- Cathy Cupitt

Premiul William Atheling Jr
- Katharine și Darren Maxwell, pentru recenzii în Frontier #59
- Sean McMullen și Steven Paulsen, "Australian Contemporary Fantasy", Encyclopedia of Fantasy #173 (Orbit)

### 1999: Spawncon II, Melbourne
Prezentat ca parte a Aussiecon III
Cea mai bună ficțiune lungă australiană
- Pilgrim, Sara Douglass (Harper Collins)
- Feral, Kerry Greenwood (Hodder and Stoughton)
- The Centurion's Empire, Sean McMullen (Tor)
- The Tilecutter's Penny, Caiseal Mór (Random House)
- The Resurrected Man, Sean Williams (Harper Collins)

Cea mai bună ficțiune scurtă australiană
- "The Marsh Runners", Paul Brandon, Dreaming Down Under
- "The Evil Within", Sara Douglass, Dreaming Down Under
- "Dream Until God Burns", Andrew Enstice, Dreaming Down Under
- "The Truth About Weena", David Lake, Dreaming Down Under
- "Queen of Soulmates", Sean McMullen, Dreaming Down Under
- "To Avalon", Jane Routley, Dreaming Down Under

Australian Magazine or Anthology
- Altair, Rob Stephenson
- Aurealis, Stephen Higgins & Dirk Strasser
- Dreaming Down-Under, Jack Dann & Janeen Webb (Harper Collins)
- Eidolon (Australian magazine), Jonathan Strahan & Jeremy Byrne
- Fantastic Worlds, Paul Collins (Harper Collins)
- MUP Encyclopedia of Australian Science Fiction, Paul Collins (M.U.P.)

Cel mai bun fanzin australian
- The Captain's Log, Rose Mitchell
- Ethel the Aardvark, Ian Gunn
- Interstellar Ramjet Scoop, Bill Wright
- Metaphysical Review, Bruce Gillespie
- Out of the Kaje, Karen Johnson
- Thyme, Alan Stewart

Cel mai bun artist fan
- Ian Gunn
- Robert Jan
- Dick Jenssen
- Marco Nero
- Kerri Valkova

Cea mai bună lucrare de artă profesionistă
- Emma Barber, Cover Cannibals of the Fine Light, Cover A View Before Dying
- Mark McBride, Cover Fantastic Worlds
- Marilyn Pride, Peregrine Besset/A3 PRs
- Nick Stathopoulos, Cover The Man Who Melted, Cover Dreaming Down Under
- Shaun Tan, The Rabbits

Premiul William Atheling Jr.
- Damien Broderick Reviews, The New York recenzie a Science Fiction
- Paul Collins, MUP Encyclopedia of Australian Science Fiction
- Steven Paulsen, Contributions to MUP Encyclopedia of Australian Science Fiction
- Jonathan Strahan, Reviews in Locus
- Janeen Webb and Andrew Enstice, Aliens & Savages (Harper Collins)
- Sean Williams & Simon Brown, "No Axis No Boundary", Altair 1

### 2000: Swancon 2000, Perth
Nominalizările originale
Cea mai bună lucrare scrisă (profesionistă)
- Paul Collins & Jack Wodhams, Generation X, Cicada Nov/December 1999
- Stephen Dedman, The Lady of Situations, Ticonderoga Publications
- Dave Luckett, A Dark Journey, Omnibus
- Paul Collins, The Nabakov Affair, Australian Short Stories #63
- Rory Barnes & Damien Broderick, The Book of Revelation, Harper Collins

Cea mai bună lucrare scrisă (neplătită sau a fanilor)
- Colin Sharpe & Kate Langford, Magical Cream Puff Destiny, JAMWAF Magazine
- Kyla Ward, "Night Cars", Abaddon #2
- Robin Pen, Eidolist 1999 Reviews, Eidolist
- Bill Wright, Interstellar Ramjet Scoop
- Alan Stewart, Thyme

Cea mai bună producție profesionistă în orice mediu
- Sarah Endacott (ed), Orb 0
- Russell B. Farr (ed), The Lady of Situations (Ticonderoga Publications)
- Roadshow and Warner Brothers, The Matrix
- Paul Collins & Meredith Costain (ed), Spinouts (Pearson Education)
- MP Books, Antique Futures: The Best of Terry Dowling (MP Books)

Cea mai bună producție non-profesionistă în orice mediu
- Jonathan Strahan & Steven Paulsen, The Coode Street Review of Science Fiction
- Team, Twenty3, Swancon 2000 Launch Video
- Cathy Cupitt, The Rhizome Factor
- Danny Heap, The Opening Ceremony Video at Aussiecon Three
- Ion Newcombe, The Antipodean SF website

Cea mai bună lucrare de artă (profesionistă)
- Nick Stathopoulos, The Cover of Antique Futures
- Graeme Bliss, The Cover of Clementine
- Marc McBride, The Cover of Spinouts
- Shaun Tan, The Cover of Orb 0
- Nick Stathopoulos, The Cover of The Aussiecon Three Souvenir Book

Cea mai bună lucrare de artă (neplătită sau a fanilor)
- Jeremy Nelson, The Cover of The Rhizome Factor #4
- Colin Sharpe, Illustrations for The Magical Cream Puff Destiny
- Dick Jenssen, Body of Work
- Phil Wlodarczyk, Coperta Ethel the Aardvark

Premiul William Atheling  pentru critică literară sau recenzii
- Van Ikin, Russell Blackford & Sean McMullen, Strange Constellations: A History of Australian Science Fiction (Greenwood)
- Judith Buckrich, George Turner: A Life 1916-1997 (M.U.P.)
- Robert Hood, Articles in i.am ezine
- Janeen Webb & Andrew Enstice, The Fantastic Self (Eidolon Press)
- Jonathan Strahan & Steven Paulsen, The Coode Street Review of Science Fiction

A doua rundă de nominalizări și câștigători
Cel mai bun roman
- Damien Broderick and Rory Barnes, The Book of Revelation
- Greg Egan, Teranesia (Award declined.)
- Richard Harland, Hidden From View
- Dave Luckett, A Dark Victory
- Stephen Dedman, Foreign Bodies
- Jane Routley, Aramaya
- Sean McMullen, Souls in the Great Machine

Cea mai bună ficțiune scurtă
- Paul Collins, "The Habokov Affair", Australian Short Stories 63
- Robert Hood, "Ground Underfoot", Aurealis 23
- Paul Collins și Jack Wodhams, "Generation X", Cicada, Nov/Decembrie 99
- Robert Hood, "Primal Etiquette", Orb 0
- Chris Lawson, "Written in Blood", Asimov's, iunie 1999

Cea mai bună colecție
- Sean Williams, New Adventures in Sci-Fi
- Damien Broderick and David Hartwell, Centaurus
- Terry Dowling, Antique Futures
- Paul Collins și Meredith Costain, Spinouts
- Stephen Dedman, The Lady Of Situations

Cea mai bună lucrare de artă
- Shaun Tan, Cover to The Coode St recenzie a Science Fiction
- Nick Stathopoulos, Cover to Aussiecon 3 Programme Book

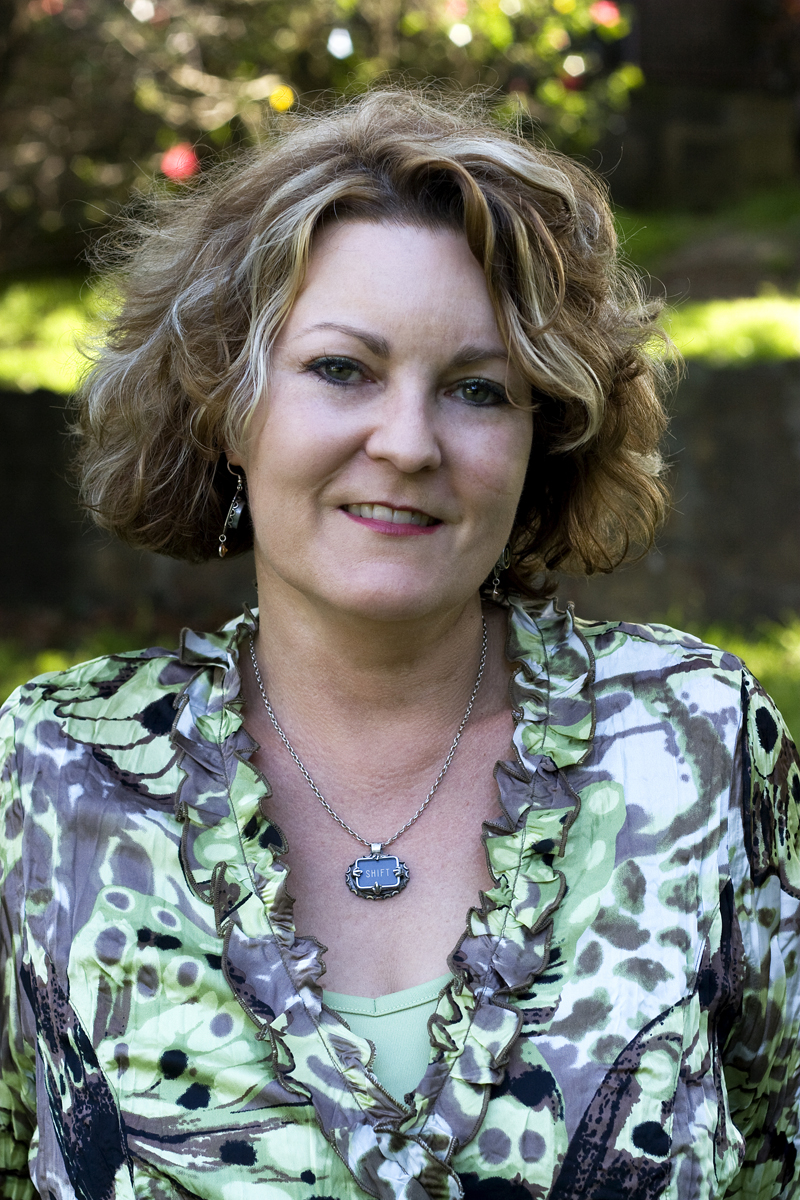
Catriona (Cat) Sparks

- Nick Stathopoulos, Cover to Dreaming Down Under Volume 2, (retras ca neeligibil.)
- Marc McBride, Covers to Spinouts

Cel mai bun scriitor fan
- Bruce Gillespie
- Alan Stewart
- Karen Johnson
- Robin Pen
- Merv Binns

Cel mai bun artist fan
Brad Foster retras ca neeligibil (nu era australian)
- Dick Jenssen
- Catriona Sparks[5]

Cea mai bună producție a fanilor
- Jonathan Strahan și Steven Paulsen, The Coode Street Review of Science Fiction
- Alan Stewart, Thyme
- Cathy Cupitt, The Rhizome Factor
- Danny Heap, Nick Stathopoulos, Aussiecon 3 Masquerade Ceremony
- Danny Heap, Aussiecon 3 Opening Ceremony Video
- Bill Wright, Interstellar Ramjet Scoop
- Ethel The Aardvark

Premiul William Atheling Jr.
- Robert Hood, Writings in i.am website
- Tess Williams and Helen Merrick, Women Of Other Worlds
- Jonathan Strahan, Reviews in Locus
- Russell Blackford, Van Ikin și Sean McMullen, Strange Constellations: A History Of Australian Science Fiction
- Jonathan Strahan și Steven Paulsen, The Coode Street Review of Science Fiction

### 2001: Swancon 2001: Masquerade, Perth
Cel mai bun roman
- Cyberskin, Paul Collins (Hybrid Publishers)
- The Miocene Arrow, Sean McMullen (Tor Books)
- Sea as Mirror, Tess Williams (HarperCollins Australia)
- Evergence 2: The Dying Light, Sean Williams și Shane Dix (Ace Books)

Cea mai bună ficțiune scurtă
Included; Cea mai bună nuvelă sau nuveletăeligible nominees
- "That Old Black Graffiti", Robert Hood, Tales from the Wasteland, ed. Paul Collins (Hodder Headline)
- "The Devotee", Stephen Dedman, Eidolon (Australian magazine) 29/30
- "The First and Final Game", Deborah Biancotti, Altair #6/7
- "The King with Three Daughters", Russell Blackford, Black Heart, Ivory Bones, eds. Ellen Datlow și Terri Windling (Avon)
- "The Saltimbanques", Terry Dowling, Blackwater Days (Eidolon Publications)
- "Basic Black", Terry Dowling, Blackwater Days (Eidolon Publications)

Cea mai bună colecție
- Tales from the Wasteland, ed. Paul Collins (Hodder Headline)
- Blackwater Days, Terry Dowling (Eidolon Publications)'
- White Time, Margo Lanagan (Allen and Unwin, Australia)

Cea mai bună lucrare de artă
- Shaun Tan, The Lost Thing (Lothian Books)
- Otto Schmidinger, "Space", Stamp Issue, Australia Post
- Marc McBride, Cover to Tales from the Wasteland (Hodder Headline)

Cel mai bun scriitor fan
- Grant Watson
- Robin Pen
- Bruce Gillespie
- Alan Stewart

Cel mai bun artist fan
- Grant Watson
- Jade Todd
- Dick (Ditmar) Jenssen

Cea mai bună producție a fanilor
- The Rhizome Factor, ed. Cathy Cupitt
- First Sight, dir. Chris Dickinson
- "Angriest Video Store Clerk in the World", Grant Watson
- SwanCon 2001 Launch Video
- The Unrelenting Gaze: SF Commentary # 76, ed. Bruce Gillespie
- Mitch? Short Stories for Short Attention Spans, ed. Mitch?

Premiul William Atheling Jr  for Criticism and Review
- Waking Henson: A Jim Henson Retrospective, Grant Watson and Simon Oxwell
- The Unrelenting Gaze: SF Commentary # 76, ed. Bruce Gillespie
- Reviews in Locus: The Newspaper of the Science Fiction Field, Jonathan Strahan
- Transrealist Fiction, Damien Broderick (Greenwood)
- "Time Travel, Time Scapes and Timescape", Russell Blackford, The New York recenzie a SF #150

Cel mai bun nou talent
- Deborah Biancotti

Cea mai bună activitate profesionistă în domeniu
‘’Two items ruled ineligible; category withdrawn’’
- Farscape, Channel 9/Henson Productions
- Spinouts Bronze, eds. Paul Collins & Meredith Costain (Pearson Educational)
- The Lost Thing, Shaun Tan (Lothian Books)

### 2002: Convergence, Melbourne
Best Novella/Novelette category left off the nomination form
Best Australian Artwork and William Atheling Jr. removed for insufficient nominees
Australian Novel
- Eyes of the Calculor, Sean McMullen (Tor)
- Lirael, Garth Nix (Allen and Unwin)
- The Year of the Intelligent Tigers, Kate Orman (BBC.)

Cea mai bună ficțiune scurtă australiană
Included; Cea mai bună nuvelă sau nuveletăeligible nominees
- "Absolute Uncertainty", Lucy Sussex, F&SF, April 2001
- "The Boneyard", Kyla Ward, Gothic.Net, September 2001
- "The Diamond Pit", Jack Dann, Jubilee (Harper Collins)
- "Rotten Times", Robert Hood, Aurealis 27/28
- "Tower of Wings", Sean McMullen, Analog, December 2001
- "Whispers", Rick Kennett & Paul Collins, Stalking Midnight (Cosmos Books)

Cea mai bună colecție australiană
- Earth is But a Star, Damien Broderick (UWA Press)
- Jubilee, Jack Dann, (Harper Collins)
- Orb #2, Sarah Endacott
- Stalking Midnight, Paul Collins (Cosmos Books)

Cel mai bun scriitor fan
Adrian Gaetano withdrew nomination
- Geoff Allshorn
- Deb Biancotti
- Bill Wright
- Bruce Gillespie

Cel mai bun artist fan
- Miriam English
- Dick Jenssen
- Cat Sparks

Cea mai bună producție australiană a fanilor (fanzin)
- Diverse Universe, Geoff & Miriam
- Fables and Reflections, Lily Chrywenstrom
- Interstellar Ram Jet Scoop, Bill Wright
- SF Commentary, Bruce Gillespie
- Solar Spectrum, Geoff & Miriam

Australian Fan Production, Other
Included Best Australian Fan Achievement eligible nominee
- Consensual, Stephen Dedman et al.
- JB Resurrection, Garth Thomas
- Mitch? 2, Tarts of the New Millennium, Anthony Mitchell
- Spaced Out Website
- Tabula-Rasa, David Carroll & Kyla Ward

Cea mai bună activitate profesionistă australiană
- Meredith Costain and Paul Collins, Editing
- Robert Hood for the Young Adult Series, Shades (Hodder Headline)
- Dirk Strasser & Stephen Higgins, for editing and production of Aurealis over so many years

Cel mai bun nou talent
- Cat Sparks

### 2003: Swancon 2003, Perth
Australian Novel
- Transcension, Damien Broderick
- Echoes of Earth, Sean Williams & Shane Dix
- Sovereign, Simon Brown
- The Storm Weaver and the Sand, Sean Williams
- Blue Silence, Michelle Marquardt
- The Sky Warden and the Sun, Sean Williams
- Time Past, Maxine McArthur

Cea mai bună ficțiune scurtă australiană
- "Father Muerte and the Thief", Lee Battersby, Aurealis 29
- "Stealing Alice", Claire McKenna, Agog! Fantastic Fiction
- "Scratches in the Sky, Ben Peek, Agog! Fantastic Fiction
- "Cigarettes and Roses, Ben Peek, Passing Strange
- "King of All and The Metal Sentinel", Deborah Biancotti, Agog! Fantastic Fiction

Cea mai bună colecție australiană
- Machinations, ed. Chris Andrews (CSFG Publishing)
- Agog! Fantastic Fiction, ed. Cat Sparks (Agog! Press)
- Andromeda Spaceways Inflight Magazine, ed. ASIM Collective
- AustrAlien Absurdities, ed. Chuck McKenzie & Tansy Rayner Roberts (Agog! Press)
- Passing Strange, ed. Bill Congreve (MirrorDanse)

Australian Artwork
- Passing Strange Cover, Cat Sparks
- Andromeda Spaceways Inflight Magazine Cover Issue #3, Les Petersen
- AustrAlien Absurdities Cover, Dion Hamill
- Andromeda Spaceways Inflight Magazine Cover Issue #1, Les Petersen
- Andromeda Spaceways Inflight Magazine Cover Issue #4, Les Petersen
- Andromeda Spaceways Inflight Magazine Cover Issue #2, Les Petersen

Cel mai bun scriitor fan australian
- Edwina Harvey
- Chris Lawson
- Robin Pen
- Dave Cake
- Jonathan Strahan
- Grant Watson
- Bill Wright

Cel mai bun artist fan australian
- Miriam English
- Les Petersen
- Sarah Xu
- Dick Jenssen
- Colin Sharpe
- Cat Sparks

Cel mai bun nou talent
- Lily Chrywenstrom
- Chris Mowbray
- Brendan Duffy
- Lee Battersby

Cel mai bun fanzin australian
- Interstellar Ramjet Scoop, ed. Bill Wright
- Fables & Reflections, ed. Lily Chrywenstrom
- Cea mai bună lucrare SF australiană Bullsheet, ed. Edwina Harvey and Ted Scribner
- Visions, ed. Stephen Thompson
- Antipodean SF, ed. Antipodean Computer Services

Cea mai bună producție australiană
- Andromeda Spaceways Inflight Magazine Launch
- Spaced Out Website
- The View From Mt. Pootmootoo
- Eidolon Website

Cea mai bună activitate profesionistă australiană
- Lee Battersby
- Trent Jamieson
- Jonathan Strahan

Australian Fan Achievement
- Borderlands: That which scares us..., ed. Simon Oxwell, Grant Watson and Anna Hepworth
- Robin Pen
- Spaced Out Website, ed. Miriam and Geoff

The ; Premiul William Atheling Jr  pentru critică literară sau recenzii
- Tama Leaver
- Jonathan Strahan
- Robin Pen
- Bill Congreve
- Justine Larbalestier

### 2004: Conflux, Canberra
Cel mai bun roman
- The Etched City, K. J. Bishop (Prime Books)
- Abhorsen, Garth Nix (Allen & Unwin)
- Fallen Gods, Jonathan Blum & Kate Orman, (Telos Publishing)
- The High Lord, Trudi Canavan (HarperCollins)
- Orphans of Earth, Sean Williams & Shane Dix (HarperCollins)

Cea mai bună nuvelă sau nuveletă
- "La Sentinelle", Lucy Sussex, Southern Blood: New Australian Tales of the Supernatural
- "Alien Space Nazis Must Die", Chuck McKenzie, Elsewhere
- "Louder Echo", Brendan Duffy, Agog! Terrific Tales
- "Rynemonn", Terry Dowling, Forever Shores
- "Sigmund Freud & the Feral Freeway", Martin Livings, Agog! Terrific Tales
- "Uncharted", Leigh Blackmore, Agog! Terrific Tales

Cea mai bună povestire
- "Room for Improvement", Trudi Canavan, Forever Shores
- "Frozen Charlottes", Lucy Sussex, Forever Shores
- "Kijin Tea", Kyla Ward, Agog! Terrific Tales
- "The Mark of His Hands", Chuck McKenzie, Orb #5, April 2003
- "The Singular Life of Eddy Dovewater", Deborah Biancotti, Agog! Terrific Tales
- "The Truth About Pug Roberts", Kirstyn McDermott, Southern Blood: New Australian Tales of the Supernatural

Cea mai bună colecție
- Agog! Terrific Tales - Cat Sparks ed. (Agog! Press)
- Forever Shores - Peter McNamara & Margaret Winch eds. (Wakefield Press)
- Andromeda Spaceways Inflight Magazine - ASIM Publishing Cooperative
- Elsewhere - Michael Barry ed. (CSFG Publishing)
- Southern Blood: New Australian Tales of the Supernatural - Bill Congreve ed. (Sandglass Enterprises)

Cea mai bună producție a fanilor
- CSFG - for Elsewhere Book Launch
- Aaron Jacks & Mitch - for "The Mega Panel", Continuum 2003
- Ian Mond - for "Mondys's Perfect Match", Continuum 2003
- Swancon 2003 Committee - for Swancon 2003 Opening Ceremony & Video
- Spaced Out - Geoff & Miriam

Cel mai bun fanzin
- The Cea mai bună lucrare SF australiană Bullsheet - Edwina Harvey & Edwin Scribner (ed.)
- Dark Animus - James Cain
- Fables & Reflections - Lily Chrywenstrom
- Fandom is my life - Danny Oz
- No Award - Russell B. Farr
- Three-Eyed Frog - Paul Ewins & Sue Ann Barber

Cel mai bun scriitor fan
- Bruce Gillespie
- Paul Ewins
- Edwina Harvey
- Danny Oz
- Grant Watson

Cel mai bun artist fan
- Les Petersen - for "Battle Elf" (Conflux) poster
- Miriam English - for Diverse Universe
- Dick Jenssen - for extensive body of work
- Phil Wlodarczyk - for cartoons in Ethel the Aardvark

Cea mai bună lucrare de artă
- Cat Sparks - Cover of Agog! Terrific Tales by Cat Sparks (ed.)
- Trudi Canavan - Cover of Fables & Reflections
- Greg Bridges - Cover of Axis Trilogy by Sara Douglass
- Les Petersen - Cover of Elsewhere by Michael Barry (ed.)
- Les Petersen - Cover of The High Lord by Trudi Canavan

Cel mai bun nou talent
- K. J. Bishop
- Monica Carroll
- Brendan Duffy
- Glenda Larke
- Ben Peek
- Anna Tambour

Premiul William Atheling Jr.
- Bruce Gillespie
- Lee Battersby
- Jason Nahrung
- Jonathan Strahan
- Grant Watson

### 2005: Thylacon 2005, Hobart
Cel mai bun roman
- The Black Crusade, Richard Harland
- Less than Human, Maxine McArthur
- The Crooked Letter, Sean Williams

Cea mai bună colecție
- Agog! Smashing Stories - Cat Sparks (ed.)
- Black Juice - Margo Lanagan
- Andromeda Spaceways Inflight Magazine - Lyn Triffitt, Edwina Harvey, Andrew Finch, Robbie Matthews & Tehani Croft (ed.)
- Orb 6 - Sarah Endacott (ed.)
- Encounters - Donna Hanson and Maxine McArthur (ed.)

Cea mai bună nuvelă sau nuveletă
- Simon Brown: "Water Babies", Agog! Smashing Stories, April
- Stephen Dedman: "The Whole of the Law", ASIM 13
- Paul Haines: - "The Last Days of Kali Yuga", NFG Magazine, Volume 2 Issue 4, August 2004
- Richard Harland: "Catabolic Magic", Aurealis #32
- Cat Sparks: "Home by the Sea", Orb #6, July

Cea mai bună povestire
- Deborah Biancotti: "Number 3 Raw Place", Agog! Smashing Stories, April
- Rjurik Davidson: "The Interminable Suffering of Mysterious Mr Wu", Aurealis #33
- Margo Lanagan: - "Singing My Sister Down", Black Juice
- Ben Peek: "R", Agog! Smashing Stories, ed by Cat Sparks

Cea mai bună lucrare de artă profesionistă
- Les Petersen: cover of ASIM 12
- Kerri Valkova: - Cover of The Black Crusade (Chimaera Publications)
- Cat Sparks: Agog! Smashing Stories cover
- Les Petersen: Encounters Book Cover
- Les Petersen: cover and internal ASIM 16

Cea mai bună activitate profesionistă în domeniu
- The Clarion South Team (Fantastic Queensland; Convenors Robert Hoge, Kate Eltham, Robert Dobson & Heather Gammage): negotiating with the US Clarion people, then promoting and establishing Clarion South which gives emerging writer the chance to work with the best in the business.
- Cat Sparks: editing and writing including winning third place in the writers of the future award
- Margo Lanagan: for Black Juice
- Geoff Maloney: for Tales of the Crypto-System, his short story publications
- Sean Williams for The Crooked Letter and efforts in teaching
- Jonathan Strahan for work over the year in internationally published reviews and in editing anthologies

Cea mai bună activitate a fanilor în domeniu
- Super Happy Robot Hour
- Conflux convention committee
- Continuum 2 convention committee

Cel mai bun artist fan
- Sarah Xu

Cel mai bun fanzin/website
- Antipodean SF - Ion Newcombe (ed.)
- Bullsheet - ed Edwina Harvey & Ted Scribner
- Gynaezine - Emma Hawkes and Gina Goddard (ed.)

Cel mai bun scriitor fan
- Edwina Harvey
- Bruce Gillespie

Cel mai bun nou talent
- Chris Barnes
- Stuart Barrow
- Grace Dugan
- Paul Haines
- Barbara Robson
- Brian Smith

Premiul William Atheling Jr.
- Robert Hood - recenzie a Weight of Water at HoodReviews, asking "is this film a ghost story?"
- Jason Nahrung - "Why are publishers afraid of horror, BEM", Courier Mail, 20 March 2004
- Ben Peek - recenzie a Haruki Murakami's work in the Urban Sprawl Project

### 2006: Conjure, Brisbane
Cel mai bun roman
- Magic or Madness - Justine Larbalestier (Razorbill)
- Drowned Wednesday - Garth Nix (Harper Collins)
- Midnight 2: Touching Darkness - Scott Westerfeld (Eos)
- Peeps - Scott Westerfeld (Razorbill)
- Uglies - Scott Westerfeld (Simon Pulse)
- Geodesica: Ascent - Sean Williams & Shane Dix (Ace)

Cea mai bună colecție
- Shadowed Realms Arhivat în 9 septembrie 2019, la Wayback Machine. - Angela Challis & Shane Jiraiya Cummings
- Years Best Cea mai bună lucrare SF australiană & Fantasy - Bill Congreve & Michelle Marquardt (MirrorDanse)
- Daikaiju! Giant Monster Tales - Robert Hood & Robin Pen (Agog! Press)
- A Tour Guide in Utopia - Lucy Sussex (MirrorDanse Books)
- The Grinding House - Kaaron Warren (CSFG Publishing)

Cea mai bună nuvelă sau nuveletă
- "Passing of the Minotaurs" - Rjurik Davidson, SciFiction, April 2005
- "The Red Priest's Homecoming "- Dirk Flinthart, Andromeda Spaceways Inflight Magazine #17
- "Countless Screaming Argonauts" - Chris Lawson, Realms of Fantasy
- "The Memory of Breathing" - Lyn Triffitt (Battersby), Andromeda Spaceways Inflight Magazine #17
- "The Grinding House" - Kaaron Warren, The Grinding House

Cea mai bună povestire
- "Summa Seltzer Missive" - Deborah Biancotti, Ticonderoga Online #6
- "Leviathan" - Simon Brown, Eidolon SF: Online
- "Once Giants Roamed the Earth" - Rosaleen Love, Daikaju!
- "Matricide" - Lucy Sussex, SciFiction
- "Fresh Young Widow" - Kaaron Warren, The Grinding House

Cea mai bună lucrare de artă profesionistă
- The Blood Debt (Copertă) - Greg Bridges (HarperCollins Australia)
- The Grinding House (Copertă) - Robin Evans (CSFG)
- Australian Speculative Fiction: A Genre Overview (Copertă) - Nick Stathopoulos (Australian Speculative Fiction Project)
- Fell #3 - Ben Templesmith (Image Comics)

Cea mai bună activitate profesionistă în domeniu
- Damien Broderick, Wilson da Silva and Kylie Ahern - Cosmos
- Robert Dobson, Robert Hoge, Kate Eltham, Heather Gammage - Clarion South 2005, Clarion South Workshop
- Donna Maree Hanson - Australian Speculative Fiction: a genre overview (Australian Speculative Fiction Project)
- Michael Rymer - Screenwriting and directing, Battlestar Galactica Season 2.0, Sci-Fi Channel
- Jonathan Strahan - for co-editing Best Short Novels: 2005 (SFBC), Science Fiction: Best of 2004 (ibooks), and Fantasy: Best of 2004 (ibooks)

Cea mai bună producție a fanilor
- Edwina Harvey - The Australian Science Fiction Bullsheet, website and newsletter
- Alisa Krasnostein - ASif!: Australian Specfic In Focus, website
- Tony Plank - Inkspillers website
- Conflux Committee - Conflux 2, convention
- Continuum Committee - Continuum 3, convention

Cel mai bun artist fan
- Dick Jenssen - Artwork in eI 20 and eI 23, efanzines.com
- Elaine Kemp - ConSensual a Trois interior artwork, ConSensual a Trois
- Shane Parker - Conflux Poster Art, Conflux

Cel mai bun fanzin/website
- Horrorscope - Shane Jiraiya Cummings et al.
- Ticonderoga Online - Russell B. Farr, et al.
- Interstellar Ramjet Scoop - Bill Wright (ed)

Cel mai bun scriitor fan
- Shane Jiraiya Cummings - Writer/reviewer, Horror Scope
- Bruce Gillespie - Writer/reviewer, Steam Engine Time and Science Fiction Commentary, *brg*, Earl Kemp's ezines
- Stephanie Gunn - Writer/reviewer, Horror Scope
- Martin Livings - "Skeletor_Hordak", LiveJournal web comic
- Bill Wright - Interstellar Ramjet Scoop, Published by Bill Wright

Cel mai bun nou talent
- Lyn Battersby/Triffit
- Rjurik Davidson
- Karen Miller

Premiul William Atheling Jr.
- Ferocious Minds: Polymathy and the New Enlightenment - Damien Broderick (Wildside Press)
- Divided Kingdom: King Kong vs Godzilla - Robert Hood, King Kong is Back (Benbella Books)
- "Body Parts" - Chris Lawson, Borderlands
- "PK Dick: The Exhilaration and the Terror" - Rosaleen Love, Borderlands
- The 2005 Snapshot Australian Speculative Fiction writers, editors, publishers - Ben Peek, website

### 2007: Convergence 2, Melbourne
Cel mai bun roman
- Carnies, Martin Livings (Lothian)
- Prismatic, Edwina Grey (Lothian)
- The Mother, Brett McBean (Lothian)
- The Pilo Family Circus, Will Elliott (ABC Books)
- The Silver Road, Grace Dugan (Penguin)

Cea mai bună nuvelă sau nuveletă
- "Aftermath", David Conyers, Agog! Ripping Reads (Agog! Press)
- "The Dead of Winter", Stephen Dedman, Weird Tales, #339
- "The Devil in Mr Pussy (Or how I found God inside my wife)", Paul Haines, C0ck (Coeur de Lion Publishing)
- "The Souls of Dead Soldiers are for Blackbirds, Not Little Boys", Ben Peek, Agog! Ripping Reads, (Agog! Press)
- "Under the Red Sun", Ben Peek, Fantasy Magazine #4, (Prime Books)
- "World's Whackiest Upper Atmosphere Re-Entry Disasters Dating Game", Brendan Duffy, Agog! Ripping Reads (Agog! Press)

Cea mai bună povestire
- "Burning from the Inside", Paul Haines, Doorways for the Dispossessed (Prime Books)
- "Cold", Kirstyn McDermott, Shadowed Realms #9
- "Honeymoon", Adam Browne and John Dixon, C0ck, (Coeur de Lion Publishing)
- "Surrender 1: Rope Artist", Deborah Biancotti, Shadowed Realms #9
- "The Bat's Boudoir, Kyla Ward, Shadowed Realms #9
- "The Fear of White", Rjurik Davidson, Borderlands #7

Cea mai bună colecție
- Agog! Ripping Reads, Cat Sparks (ed.) (Agog! Press)
- C0ck, Keith Stevenson & Andrew Macrae (eds.)
- Doorways for the Dispossessed, Paul Haines și Geoffrey Maloney (eds.) (Prime Books)
- The Year's Best Australian Science Fiction and Fantasy Vol.2, Bill Congreve & Michelle Marquardt (eds.) (Mirrordanse Books)
- Eidolon I, Jonathan Strahan and Jeremy Byrne (eds.) (Eidolon Books)

Cea mai bună lucrare de artă/Artist
- 26Lies/1Truth, cover art by Andrew MacRae (Wheatland Press)
- Agog! Ripping Reads, cover art by Cat Sparks (Agog! Press)
- Daughters of Earth: Feminist Science Fiction in the Twentieth Century cover art by Cat Sparks (Wesleyan University Press)
- The Devoured Earth, cover art by Greg Bridges (HarperCollins Press)
- The Arrival, cover art by Shaun Tan (Lothian)

Cel mai bun scriitor fan
- Stephanie Gunn
- Shane Jiraiya Cummings
- Danny Oz
- Miranda Siemienowicz
- Mark Smith-Briggs
- Matthew Tait

Cel mai bun artist fan
- Christopher Johnstone
- Jon Swabey

Cea mai bună producție a fanilor
- ASif website, Alisa Krasnostein – Executive Editor
- Inkspillers website, Tony Plank
- Outland, Directed by John Richards
- Tabula Rasa website, David Carroll
- The Bullsheet website & ezine, Edwina Harvey & Ted Scribner

Cel mai bun fanzin
- AntipodeanSF, editor Ion Newcombe
- ASIF – Australian Specfic in Focus, editor Alisa Krasnostein
- The Captain's Log, Austrek clubzine. Edited by Clare McDonald
- Ethel the Aardvark, MSFC clubzine
- HorrorScope, editor Shane Jiraiya Cummings

Cea mai bună activitate profesionistă în domeniu
- Angelia Challis for establishing Brimstone Press as a mass market publisher
- Bill Congreve for Mirrordanse Press and 2 issues of the Australian Year's Best Science Fiction and Fantasy
- Russell B. Farr for Ticonderoga Publications
- Gary Kemble for work on ABC's Articulate and promoting the genre through radio and other mediums
- Alisa Krasnostein for providing new paying markets for readers and writers of both fiction/ non-fiction, art as well as forums for reviews/interviews within the speculative fiction genre, enhancing the profile of Australian speculative fiction.
- Justine Larbalestier, for editing Daughters of Earth: Feminist Science Fiction in the Twentieth Century

Cea mai bună activitate a fanilor în domeniu
- Marty Young for his work establishing and promoting the Australian Horror Writers Association
- Alisa Krasnostein for establishing ASIf
- Tony Plank for establishing and maintaining the Inkspillers website

Cel mai bun nou talent
- Stephanie Campisi
- David Conyers
- Shane Jiraiya Cummings
- Alisa Krasnostein
- Brett McBean

Premiul William Atheling Jr
- Miranda Siemienowicz for her recenzie a Paraspheres appearing in Horrorscope
- Justine Larbalestier for Daughters of Earth: Feminist Science Fiction in the Twentieth Century
- Robert Hood for "Man and Super-Monster: A History of Daikaiju Eiga and its Metaphorical Undercurrents", Borderlands #7
- Grant Watson for "Bad Film Diaries - Sink or Swim: The Truth Behind Waterworld", Borderlands #8
- Kathryn Linge for her review "Through Soft Air", ASif

### 2008: State of the Art: Swancon 2008, Perth
Cel mai bun roman
- The Company of the Dead, David Kowalski (PanMacmillan)
- Extras, Scott Westerfeld (Simon & Schuster)
- Dark Space, Marianne de Pierres (Orbit)
- Saturn Returns, Sean Williams (Orbit)
- Magic's Child, Justine Larbalestier (Penguin)
- The Darkness Within, Jason Nahrung (Hachette Livre)

Cea mai bună nuvelă sau nuveletă
- "Yamabushi Kaidan and the Smoke Dragon", Shane Jiraiya Cummings, Fantastic Wonder Stories, edited by Russell B. Farr
- "Where is Brisbane and How Many Times Do I Get There?", Paul Haines, Fantastical Journeys to Brisbane, edited by Geoffrey Maloney, Trent Jamieson and Zoran Zivkovic
- "The Bluebell Vengeance", Tansy Rayner Roberts, Andromeda Spaceways Inflight Magazine #28 edited by Zara Baxter
- "Lady of Adestan", Cat Sparks, Orb #7, edited by Sarah Endacott
- Cenotaxis, Sean Williams (MonkeyBrain Books)
- "Sir Hereward and Mister Fitz Go To War Again", Garth Nix Jim Baen's Universe

Cea mai bună povestire
- "The Dark and What It Said", Rick Kennett Andromeda Spaceways Inflight Magazine #28, edited by Zara Baxter
- "Domine", Rjurik Davidson, Aurealis #37, edited by Stephen Higgins and Stuart Mayne
- "A Scar for Leida", Deb Biancotti, Fantastic Wonder Stories, edited by Russell B. Farr
- "Bad Luck, Trouble, Death and Vampire Sex", Garth Nix, Eclipse One, edited by Jonathan Strahan
- "The Sun People", Sue Isle, Shiny #2, edited by Alisa Krasnostein, Ben Payne and Tansy Rayner Roberts
- "His Lipstick Minx", Kaaron Warren, The Workers' Paradise, edited by Russell B. Farr and Nick Evans

Cea mai bună colecție
- Orb #7, Sarah Endacott (ed.) (Orb Publications)
- The Workers' Paradise, Russell B. Farr and Nick Evans (eds.) (Ticonderoga Publications)
- New Ceres, Alisa Krasnstein (ed.) (Twelfth Planet Press)
- The New Space Opera,  Jonathan Strahan (ed.) (HarperCollins Australia)
- Fantastic Wonder Stories, Russell B. Farr (ed.) (Ticonderoga Publications)

Cea mai bună lucrare de artă/Artist
- Daryl Lindquist for the ASIM #28 cover
- Nick Stathopolous for the Daikaju #3 cover
- Eleanor Clark for ASIM #31 internal art
- Amanda Rainey for The Workers' Paradise cover
- Nick Stathopolous for the Rhinemonn cover
- Eleanor Clark for ASIM #30 internal art

Cel mai bun scriitor fan
- Alexandra Pierce for Last Short Story on Earth and for ASiF! reviews
- Shane Jiraiya Cummings for Horrorscope
- Grant Watson for the 'angriest' Livejournal
- Rob Hood for film reviews on his website

Cea mai bună artă a fanilor
- "Exterminate!" Dalek Postcards - Kathryn Linge
- 'Nights Edge' Convention Poster Art - John Parker

Cea mai bună producție a fanilor
- 2007 Snap Shot Project - interviews with influential members of the Australian speculative fiction scene conducted by Alisa Krasnostein, Ben Payne, Alexandra Pierce, Tansy Rayner Roberts, Katherine Linge, Kaaron Warren and Rosie Clark
- Inkspillers Website - Tony Plank
- "The Liminal" short film - directed by Claire McKenna
- Daikaju Limerick Competition - Robert Hood on his website
- Talking Squid Website - Chris Lawson

Cel mai bun fanzin
- The Australian Science Fiction Bullsheet, Ted Scribner and Edwina Harvey (eds.)
- Not If You Were the Last Short Story on Earth, Alisa Krasnostein, Ben Payne, Alexandra Pierce, Tansy Rayner Roberts (eds.)
- Steam Engine Time, edited by Bruce Gillespie
- Horrorscope, Shane Jiraiya Cummings (ed.)

Cea mai bună activitate profesionistă în domeniu
- Gary Kemble for his continued coverage of speculative fiction on Articulate and ABC news online
- Russell B. Farr for Ticonderoga Publications; in 2007, Russell produced an issue of Ticonderoga Online, The Workers' Paradise and Fantastic Wonder Stories, which produced five Aurealis Award nominees
- Jonathan Strahan for a prolific body of work editing The Jack Vance Treasury, The Best Science Fiction and Fantasy of the Year, Best Short Novels of 2007, The New Space Opera, Ascendancies: The Best of Bruce Sterling and Eclipse One: New Science Fiction and Fantasy
- Andromeda Spaceways Publishing Co-Operative Ltd for five issues in 2007, including three electronic Best Of anthologies
- Jonathan Strahan, Garth Nix, Deb Biancotti and Trevor Stafford for compiling and promoting the new Australian Fantasy and SF catalogue in the United States to increase awareness and appreciation of forthcoming Cea mai bună lucrare SF australiană and to expand creative and professional opportunities for writers

Cea mai bună activitate a fanilor în domeniu
- Alisa Krasnostein for ASiF! Australian Speculative Fiction in Focus
- Marty Young for his work as President of the Australian Horror Writers Association
- John Parker, Sarah Parker and Sarah Xu for Night's Edge Convention
- Sarah Xu for the CyPEC Cyber-feminist Conference held as part of Night's Edge convention

Cel mai bun nou talent
- Angela Slatter
- Jason Nahrung
- Nathan Burrage
- Tehani Wessely
- David Conyers

Premiul William Atheling Jr
- Ian Nichols for "Seriatem, Seriatum, omnia Seriatem" (Published by Andromeda Spaceways Inflight Magazine #30, edited by Robbie Matthews)
- Tansy Rayner Roberts and Alexandra Pierce for recenzie a Elizabeth Bear's New Amsterdam (Published as Podcast #2 on ASiF!)
- Jonathan Strahan for editorial for The New Space Opera (Published in The New Space Opera by HarperCollins Australia)
- Grant Watson for "The Bad Film Diaries" (Published in Borderlands #9)
- Ben Peek for the Aurealis Awards Shortlist Feature Article (Published on ASiF!)
- Shane Jiraiya Cummings for recenzie a David Conyers' and John Sunseri's The Spiraling Worm (Published on Horrorscope)
- Ian Nichols for "The Shadow Thief" (Published by The West Australian Weekend Magazine on 22 September 2007)

### 2009: Conjecture, Adelaide
Cel mai bun roman
- Hal Spacejock: No Free Lunch, Simon Haynes
- Daughter of Moab, Kim Westwood
- Earth Ascendant, Sean Williams
- Fivefold, Nathan Burrage
- How to Ditch Your Fairy, Justine Larbalestier
- Tender Morsels, Margo Lanagan

Cea mai bună nuvelă sau nuveletă
- “Creeping in Reptile Flesh”, Robert Hood
- “Soft Viscosity”, David Conyers
- “Angel Rising”, Dirk Flinthart
- “Night Heron’s Curse”, Thoraiya Dyer
- “Painlessness”, Kirstyn McDermott

Cea mai bună povestire
- “The Goosle”, Margo Lanagan
- “This Is Not My Story”, Dirk Flinthart
- “Pale Dark Soldier”, Deborah Biancotti
- “Sammarynda Deep”, Cat Sparks
- “Her Collection of Intimacy”, Paul Haines
- “Ass-Hat Magic Spider”, Scott Westerfeld
- “Moments of Dying”, Robert Hood

Cea mai bună colecție
- Black: Australian Dark Culture Magazine, edited by Angela Challis
- Creeping in Reptile Flesh, Robert Hood
- 2012, edited by Alisa Krasnostein and Ben Payne
- Canterbury 2100, edited by Dirk Flinthart
- Midnight Echo, edited by Kirstyn McDermott and Ian Mond
- Dreaming Again, edited by Jack Dann
- The Starry Rift, edited by Jonathan Strahan

Cea mai bună lucrare de artă
- Tales from Outer Suburbia, Shaun Tan
- The Last Realm, Book 1: Dragonscarpe, Michal Dutkiewicz
- Gallery in Black Box, Andrew McKiernan
- Aurealis #40 cover, Adam Duncan
- Creeping in Reptile Flesh cover, Cat Sparks
- 2012 cover, Cat Sparks

Cel mai bun scriitor fan
- Mark Smith-Briggs, for work in Horrorscope
- Edwina Harvey, for work in The Australian Science Fiction Bullsheet
- Chuck McKenzie, for work in Horrorscope
- Craig Bezant, for work in Horrorscope
- Brenton Tomlinson, for work in Horrorscope
- Robert Hood, for work in Undead Backbrain

Cel mai bun artist fan
- Cat Sparks, for Scary Food Cookbook
- Anna Tambour, for “Box of Noses” and other works
- Rachel Holkner, for “Gumble Soft” toy and other works
- Tansy Rayner Roberts, for “Daleks are a girl’s best friend”
- Andrew McKiernan, for body of work
- David Schembri, for body of work
- Nancy Lorenz, for body of work

Cea mai bună publicație a fanilor în orice mediu
- ASif! (Australian Specific in Focus), edited by Alisa Krasnostein and Gene Melzack
- Horrorscope, edited by Shane Jiraiya Cummings et al.
- The Cea mai bună lucrare SF australiană Bullsheet, edited by Edwina Harvey and Ted Scribner
- Scary Food Cookbook, edited by Cat Sparks

Cele mai reușite realizări
- Angela Challis, for Black: Australian Dark Culture Magazine and Brimstone Press
- Damien Broderick, for fiction editing in Cosmos
- Talie Helene, for her work as AHWA News Editor
- James “Jocko” Allen and KRin Pender-Gunn, for “The Gunny Project: A tribute to Ian Gunn 1959-1998”
- Steven Clark, for Tasmaniac Productions
- James Doig, for preserving colonial Australian horror fiction and editing Australian Gothic and Australian Nightmares
- Marty Young and the AHWA Committee, for promoting Australian horror through the AHWA

Cel mai bun nou talent
- Amanda Pillar
- Jason Fischer
- Peter M. Ball
- Felicity Dowker
- Gary Kemble

Premiul William Atheling Jr
- Kim Wilkins, for “Popular genres and the Australian literary community: the case of fantasy fiction”
- Shane Jiraiya Cummings, for “Dark Suspense: The End of the Line”
- Grant Watson, for “Bad Film Diaries - Sometimes the Brand Burns: Tim Burton and the Planet of the Apes”
- Robert Hood, for “George A. Romero: Master of the Living Dead”

### 2010: Dudcon III, Melbourne
Cel mai bun roman
- Leviathan, Scott Westerfeld (Penguin)
- Liar, Justine Larbalestier (Bloomsbury)
- World Shaker, Richard Harland (Allen & Unwin)
- Slights, Kaaron Warren (Angry Robot Books)
- Life Through Cellophane, Gillian Polack (Eneit Press)

Cea mai bună nuvelă sau nuveletă
- “Siren Beat”, Tansy Rayner Roberts (Twelfth Planet Press)
- “Black Water”, David Conyers, Jupiter
- “After the World: Gravesend”, Jason Fischer (Black House Comics)
- Horn, Peter M. Ball (Twelfth Planet Press)
- “Wives”, Paul Haines, X6 (Coeur de Lion)

Cea mai bună povestire
- “The Piece of Ice in Ms Windermere's Heart”, Angela Slatter, New Ceres Nights (Twelfth Planet Press)
- “Six Suicides”, Deborah Biancotti, A Book of Endings (Twelfth Planet Press)
- “Black Peter”	Marty Young, Festive Fear (Tasmaniac Publications)
- “Seventeen”, Cat Sparks, Masques (CSFG)
- “Tontine Mary”, Kaaron Warren, New Ceres Nights (Twelfth Planet Press)
- “Prosperine When it Sizzles”, Tansy Rayner Roberts, New Ceres Nights (Twelfth Planet Press)

Cea mai bună colecție
- The New Space Opera 2, edited by Jonathan Strahan și Gardner Dozois (HarperCollins)
- New Ceres Nights, edited by Alisa Krasnostein and Tehani Wessely  (Twelfth Planet Press)
- Slice Of Life, Paul Haines, edited by Geoffrey Maloney (The Mayne Press)
- A Book of Endings, Deborah Biancotti, edited by Alisa Krasnostein and Ben Payne (Twelfth Planet Press)
- Eclipse Three, edited by Jonathan Strahan (Night Shade Books)

Cea mai bună lucrare de artă
- Cover art, New Ceres Nights (Twelfth Planet Press), Dion Hamill
- Cover art, The Whale's Tale (Peggy Bright Books), Eleanor Clarke
- Cover art and illustrations, Shards: Short Sharp Tales (Brimstone Press), Andrew J. McKiernan
- Cover art, Andromeda Spaceways Inflight Magazine #42, Lewis Morley
- Cover art, Horn (Twelfth Planet Press), Dion Hamill
- Cover art, Masques (CSFG), Mik Bennett

Cel mai bun scriitor fan
- Tansy Rayner Roberts for body of work
- Chuck McKenzie for work in Horrorscope
- Robert Hood for Undead Backbrain (http://roberthood.net/blog)[nefuncțională]
- Tehani Wessely for body of work
- Bruce Gillespie for work in Steam Engine Time

Cel mai bun artist fan
- Dave Schembri	for work in Midnight Echo
- Kathleen Jennings for body of work
- Dick Jenssen for body of work

Cea mai bună publicație a fanilor în orice mediu
- Interstellar Ramjet Scoop, edited by Bill Wright
- A Writer Goes on a Journey (http://awritergoesonajourney.com Arhivat în 17 mai 2021, la Wayback Machine.), edited by Nyssa Pascoe et al.
- ASif! (https://web.archive.org/web/20080516101700/http://asif.dreamhosters.com/), edited by Alisa Krasnostein, Gene Melzack et al.
- Australian Science Fiction Bullsheet (http://bullsheet.sf.org.au Arhivat în 2 martie 2020, la Wayback Machine.), edited by Edwina Harvey and Ted Scribner
- Steam Engine Time, edited by Bruce Gillespie and Janine Stinson

Cele mai reușite realizări
- Alisa Krasnostein, Liz Grzyb, Tehani Wessely, Cat Sparks and Kate Williams for the New Ceres Nights booklaunch
- H. Gibbens for the Gamers' Quest CGI-animated book trailer	https://www.youtube.com/watch?v=0vCC-l34Fgo
- Ruth Jenkins and Cathy Jenkins-Rutherford for the children's program at Conjecture
- Amanda Rainey	for the cover design of Siren Beat/Roadkill (Twelfth Planet Press)
- Gillian Polack et al. for the Southern Gothic banquet at Conflux

Cel mai bun nou talent
- Pete Kempshall
- Kathleen Jennings
- Thoraiya Dyer
- Jason Fischer
- Simon Petrie
- Christopher Green
- Peter M. Ball

Premiul William Atheling Jr  pentru critică literară sau recenzii
- Chuck McKenzie for “The Dead Walk! … Into a Bookstore Near You”, Eye of Fire #1 (Brimstone Press)
- Ian Mond for reviews on his blog	(http://mondyboy.livejournal.com)
- Grant Watson for reviews and articles for Eiga: Asian Cinema (http://www.eigaasiancinema.com Arhivat în 30 iunie 2019, la Wayback Machine.)
- Helen Merrick for The Secret Feminist Cabal: a cultural history of science fiction feminisms (Aqueduct Press)

### 2011: Swancon Thirty Six | Natcon Fifty, Perth
Cel mai bun roman
- Death Most Definite, Trent Jamieson (Hachette)
- Madigan Mine, Kirstyn McDermott (Pan Macmillan)
- Power and Majesty, Tansy Rayner Roberts (Voyager)
- Stormlord Rising, Glenda Larke (Voyager)
- Walking the Tree, Kaaron Warren (Angry Robot Books)

Cea mai bună nuvelă sau nuveletă
- "Acception", Tessa Kum (Eneit Press)
- "All the Clowns in Clowntown", Andrew J McKiernan (Brimstone Press)
- "Bleed", Peter M. Ball (Twelfth Planet Press)
- "Her Gallant Needs", Paul Haines (Twelfth Planet Press)
- "The Company Articles of Edward Teach", Thoraiya Dyer (Twelfth Planet Press)

```
Best Short Story 
```

- "All the Love in the World", Cat Sparks, Sprawl (Twelfth Planet Press)
- "Bread and Circuses", Felicity Dowker, Scary Kisses (Ticonderoga Publications)
- "One Saturday Night With Angel", Peter M. Ball, Sprawl (Twelfth Planet Press)
- "She Said", Kirstyn McDermott, Scenes From the Second Storey (Morrigan Books)
- "The House of Nameless", Jason Fischer, Writers of the Future XXVI (Galaxy Press)
- "The February Dragon", Angela Slatter and Lisa L. Hannett, Scary Kisses (Ticonderoga Publications)

```
Best Collected Work 
```

- Baggage, edited by Gillian Polack (Eneit Press)
- Macabre: A Journey through Australia’s Darkest Fears, edited by Angela Challis and Marty Young (Brimstone Press)
- Scenes from the Second Storey, edited by Amanda Pillar and Pete Kempshall (Morrigan Books)
- Sprawl, edited by Alisa Krasnostein (Twelfth Planet Press)
- Worlds Next Door, edited by Tehani Wessely (FableCroft Publishing)

```
Best Artwork 
```

- Cover art, The Angaelien Apocalypse/The Company Articles of Edward Teach (Twelfth Planet Press), Dion Hamill
- Cover art, Australis Imaginarium (FableCroft Publishing), Shaun Tan
- Cover art, Dead Sea Fruit (Ticonderoga Publications), Olga Read
- Cover art, Savage Menace and Other Poems of Horror (P'rea Press), Andrew J McKiernan
- "The Lost Thing" short film (Passion Pictures), Andrew Ruhemann and Shaun Tan

```
Best Fan Writer 
```

- Robert Hood, for Undead Backbrain
- Chuck McKenzie, for work in Horrorscope
- Alexandra Pierce, for body of work including reviews at Australian Speculative Fiction in Focus
- Tehani Wessely, for body of work including reviews at Australian Speculative Fiction in Focus

```
Best Fan Artist 
```

- Rachel Holkner, for Continuum 6 props
- Dick Jenssen, for cover art of Interstellar Ramjet Scoop
- Amanda Rainey, for Swancon 36 logo

```
Best Fan Publication in Any Medium 
```

- Australian Speculative Fiction in Focus, edited by Alisa Krasnostein et al.
- Bad Film Diaries podcast, Grant Watson
- Galactic Suburbia podcast, Alisa Krasnostein, Tansy Rayner Roberts, and Alex Pierce
- Terra Incognita podcast, Keith Stevenson
- The Coode Street podcast, Gary K. Wolfe și Jonathan Strahan
- The Writer and the Critic podcast, Kirstyn McDermott and Ian Mond

```
Best Achievement 
```

- Lisa L. Hannett, cover design for The Girl With No Hands and Other Tales (Ticonderoga Publications)
- Helen Merrick and Andrew Milner, Academic Stream for Aussiecon 4
- Amanda Rainey, cover design for Scary Kisses (Ticonderoga Publications)
- Kyla Ward, Horror Stream and The Nightmare Ball for Aussiecon 4
- Grant Watson and Sue Ann Barber, Media Stream for Aussiecon 4
- Alisa Krasnostein, Kathryn Linge, Rachel Holkner, Alexandra Pierce, Tansy Rayner Roberts, and Tehani Wessely, Snapshot 2010

Cel mai bun nou talent
- Thoraiya Dyer
- Lisa L. Hannett
- Patty Jansen
- Kathleen Jennings
- Pete Kempshall

```
; Premiul William Atheling Jr  pentru critică literară sau recenzii 
```

- Leigh Blackmore, for "Marvels and Horrors: Terry Dowling's Clowns at Midnight" in 21st Century Gothic (Scarecrow Press)
- Damien Broderick, for editing Skiffy and Mimesis: More Best of Australian Science Fiction Review (Wildside Press)
- Ross Murray, for "The Australian Dream Becomes Nightmare - Visions of Suburbia in Australian Science Fiction" in Andromeda Spaceways Inflight Magazine 44.
- Tansy Rayner Roberts, for "A Modern Woman’s Guide to Classic Who"

### 2012, Continuum 8: Craftonomicon, Melbourne
Cel mai bun roman
- Debris (The Veiled Worlds 1), Jo Anderton (Angry Robot)
- Burn Bright, Marianne de Pierres (Random House Australia)
- The Shattered City (Creature Court 2), Tansy Rayner Roberts (HarperCollins)
- Mistification, Kaaron Warren (Angry Robot)
- The Courier's New Bicycle, Kim Westwood  (HarperCollins)

Cea mai bună nuvelă sau nuveletă
- "And the Dead Shall Outnumber the Living", Deborah Biancotti (Ishtar)
- "Above", Stephanie Campisi (Above/Below)
- "The Past is a Bridge Best Left Burnt", Paul Haines (The Last Days of Kali Yuga)
- "Below", Ben Peek (Above/Below)
- "Julia Agrippina’s Secret Family Bestiary", Tansy Rayner Roberts (Love and Romanpunk)
- "The Sleeping and the Dead", Cat Sparks (Ishtar)

```
Best Short Story 
```

- "Bad Power", Deborah Biancotti (Bad Power)
- "Breaking the Ice", Thoraiya Dyer (Cosmos 37)
- "The Last Gig of Jimmy Rucker", Martin Livings & Talie Helene (More Scary Kisses)
- "The Patrician", Tansy Rayner Roberts (Love and Romanpunk)
- "Alchemy", Lucy Sussex (Thief of Lives)
- "All You Can Do Is Breathe", Kaaron Warren (Blood and Other Cravings)

```
Best Collected Work 
```

- Bad Power, Deborah Biancotti (Twelfth Planet)
- The Last Days of Kali Yuga, Paul Haines (Brimstone)
- Nightsiders, Sue Isle (Twelfth Planet)
- Ishtar, Amanda Pillar & K.V. Taylor, eds. (Gilgamesh)
- Love and Romanpunk, Tansy Rayner Roberts (Twelfth Planet)

```
Best Artwork 
```

- "Finishing School", Kathleen Jennings, in Steampunk!: An Anthology of Fantastically Rich and Strange Stories (Candlewick)
- Cover art for The Freedom Maze (Small Beer), Kathleen Jennings

```
Best Fan Writer 
```

- Bruce Gillespie, for body of work including "The Golden Age of Fanzines is Now", and SF Commentary 81 & 82
- Robin Pen, for "The Ballad of the Unrequited Ditmar"
- Alexandra Pierce, for body of work including reviews at Australian Speculative Fiction in Focus, Not If You Were The Last Short Story On Earth, and Randomly Yours, Alex
- Tansy Rayner Roberts, for body of work including reviews at Australian Speculative Fiction in Focus, and Not If You Were The Last Short Story On Earth
- Sean Wright, for body of work including "Authors and Social Media" series in Adventures of a Bookonaut

```
Best Fan Artist 
```

- Rebecca Ing, for work in Scape
- Kathleen Jennings, for work in Errantry, including "The Dalek Game"
- Dick Jenssen, for body of work including work in IRS, Steam Engine Time, SF Commentary, and Scratchpad
- Lisa Rye, for "Steampunk Portal" series
- Rhianna Williams, for work in Nullas Anxietas Convention Programme Book

```
Best Fan Publication in Any Medium 
```

- SF Commentary, Bruce Gillespie, ed.
- Galactic Chat podcast, Alisa Krasnostein, Tansy Rayner Roberts & Sean Wright
- Galactic Suburbia podcast, Alisa Krasnostein, Tansy Rayer Roberts, & Alex Pierce
- The Writer and the Critic podcast, Kirstyn McDermott & Ian Mond
- The Coode Street Podcast, Gary K. Wolfe & Jonathan Strahan

Cel mai bun nou talent
- Joanne Anderton
- Alan Baxter
- Steve Cameron

```
; Premiul William Atheling Jr. pentru critică literară sau recenzii 
```

- Russell Blackford, for "Currently reading: Jonathan Strange and Mr. Norrell by Susanna Clarke", in Metamagician and the Hellfire Club
- Damien Broderick & Van Ikin, for editing Warriors of the Tao: The Best of Science Fiction: A recenzie a Speculative Literature
- Liz Grzyb & Talie Helene, for "2010: The Year in Review", in The Year’s Best Australian Fantasy and Horror 2010
- David McDonald, Tansy Rayner Roberts & Tehani Wessely, for "Reviewing New Who" series, in A Conversational Life
- Alexandra Pierce & Tehani Wessely, for reviews of Vorkosigan Saga, in Randomly Yours, Alex

### 2013, Conflux 9, Canberra
Cel mai bun roman
- Sea Hearts, Margo Lanagan (Allen & Unwin)
- Bitter Greens, Kate Forsyth (Random House Australia)
- Suited (The Veiled Worlds 2), Jo Anderton (Angry Robot)
- Salvage, Jason Nahrung (Twelfth Planet Press)
- Perfections, Kirstyn McDermott (Xoum)
- The Corpse-Rat King, Lee Battersby (Angry Robot)

Cea mai bună nuvelă sau nuveletă
- "Flight 404", Simon Petrie, in Flight 404/The Hunt for Red Leicester (Peggy Bright Books)
- "Significant Dust", Margo Lanagan, in Cracklescape (Twelfth Planet Press)
- "Sky", Kaaron Warren, in Through Splintered Walls (Twelfth Planet Press)

Cea mai bună povestire
- "Sanaa’s Army", Joanne Anderton, in Bloodstones (Ticonderoga Publications)
- "The Wisdom of Ants", Thoraiya Dyer, in Clarkesworld 75
- "The Bone Chime Song", Joanne Anderton, in Light Touch Paper Stand Clear (Peggy Bright Books)
- "Oracle’s Tower", Faith Mudge, in To Spin a Darker Stair (FableCroft Publishing)

Cea mai bună colecție
- Cracklescape by Margo Lanagan, edited by Alisa Krasnostein (Twelfth Planet Press)
- Epilogue, edited by Tehani Wessely (FableCroft Publishing)
- Through Splintered Walls by Kaaron Warren, edited by Alisa Krasnostein (Twelfth Planet Press)
- Light Touch Paper Stand Clear, edited by Edwina Harvey and Simon Petrie (Peggy Bright Books)
- Midnight and Moonshine by Lisa L. Hannett and Angela Slatter, edited by Russell B. Farr (Ticonderoga Publications)
- The Year’s Best Australian Fantasy and Horror 2011, edited by Liz Grzyb and Talie Helene (Ticonderoga Publications)

Cea mai bună lucrare de artă
- Cover art, Nick Stathopoulos, for Andromeda Spaceways Inflight Magazine 56 (ASIM Collective)
- Cover art, Kathleen Jennings, for Midnight and Moonshine (Ticonderoga Publications)
- Illustrations, Adam Browne, for Pyrotechnicon (Coeur de Lion Publishing)
- Cover art and illustrations, Kathleen Jennings, for To Spin a Darker Stair (FableCroft Publishing)
- Cover art, Les Petersen, for Light Touch Paper Stand Clear (Peggy Bright Books)

Cel mai bun scriitor fan
- Alex Pierce, for body of work including reviews in Australian Speculative Fiction in Focus
- Tansy Rayner Roberts, for body of work including reviews in Not If You Were The Last Short Story On Earth
- Grant Watson, for body of work including the "Who50" series in The Angriest
- Sean Wright, for body of work including reviews in Adventures of a Bookonaut

Cel mai bun artist fan
- Kathleen Jennings, for body of work including "The Dalek Game" and "The Tamsyn Webb Sketchbook"

Cea mai bună publicație a fanilor în orice mediu
- The Writer and the Critic, Kirstyn McDermott and Ian Mond
- Galactic Suburbia, Alisa Krasnostein, Tansy Rayner Roberts, and Alex Pierce
- Antipodean SF, Ion Newcombe
- The Coode Street Podcast, Jonathan Strahan and Gary K. Wolfe
- "Snapshot 2012", Alisa Krasnostein, Kathryn Linge, David McDonald, Helen Merrick, Ian Mond, Jason Nahrung et al.
- Australian Speculative Fiction in Focus, Alisa Krasnostein, Tehani Wessely, et al.
- Galactic Chat, Alisa Krasnostein, Tansy Rayner Roberts, and Sean Wright

Cel mai bun nou talent
- David McDonald
- Faith Mudge
- Steve Cameron
- Stacey Larner

Premiul William Atheling Jr  pentru critică literară sau recenzii
- Alisa Krasnostein, Kathryn Linge, David McDonald, and Tehani Wessely, for recenzie a Mira Grant's Newsflesh, in ASIF
- Tansy Rayner Roberts, for "Historically Authentic Sexism in Fantasy. Let's Unpack That.", in tor.com
- David McDonald, Tansy Rayner Roberts, and Tehani Wessely, for the "New Who in Conversation" series
- Liz Grzyb and Talie Helene, for "The Year in Review", in The Year’s Best Australian Fantasy and Horror 2011
- Rjurik Davidson, for "An Illusion in the Game for Survival", a recenzie a Reamde by Neal Stephenson, in The Age

### 2014, Continuum X, Melbourne
Cel mai bun roman
- Ink Black Magic, Tansy Rayner Roberts (FableCroft Publishing)
- Fragments of a Broken Land: Valarl Undead, Robert Hood (Wildside Press)
- The Beckoning, Paul Collins (Damnation Books)
- Trucksong, Andrew Macrae (Twelfth Planet Press)
- The Only Game in the Galaxy (The Maximus Black Files 3), Paul Collins (Ford Street Publishing)

Cea mai bună nuvelă sau nuveletă
- "Prickle Moon", Juliet Marillier, in Prickle Moon (Ticonderoga Publications)
- "The Year of Ancient Ghosts", Kim Wilkins, in The Year of Ancient Ghosts (Ticonderoga Publications)
- "By Bone-Light", Juliet Marillier, in Prickle Moon (Ticonderoga Publications)
- "The Home for Broken Dolls", Kirstyn McDermott, in Caution: Contains Small Parts (Twelfth Planet Press)
- "What Amanda Wants", Kirstyn McDermott, in Caution: Contains Small Parts (Twelfth Planet Press)

Cea mai bună povestire
- "Mah Song", Joanne Anderton, in The Bone Chime Song and Other Stories (FableCroft Publishing)
- "Air, Water and the Grove", Kaaron Warren, in The Lowest Heaven (Jurassic London)
- "Seven Days in Paris", Thoraiya Dyer, in Asymmetry (Twelfth Planet Press)
- "Scarp", Cat Sparks, in The Bride Price (Ticonderoga Publications)
- "Not the Worst of Sins", Alan Baxter, in Beneath Ceaseless Skies 133 (Firkin Press)
- "Cold White Daughter", Tansy Rayner Roberts, in One Small Step (FableCroft Publishing)

Cea mai bună colecție
- The Back of the Back of Beyond, Edwina Harvey, edited by Simon Petrie (Peggy Bright Books)
- Asymmetry , Thoraiya Dyer, edited by Alisa Krasnostein (Twelfth Planet Press)
- Caution: Contains Small Parts, Kirstyn McDermott, edited by Alisa Krasnostein (Twelfth Planet Press)
- The Bone Chime Song and Other Stories, Joanne Anderton, edited by Tehani Wesseley (FableCroft Publishing)
- The Bride Price, Cat Sparks, edited by Russell B. Farr (Ticonderoga Publications)

Cea mai bună lucrare de artă
- Cover art, Eleanor Clarke, for The Back of the Back of Beyond by Edwina Harvey (Peggy Bright Books)
- Illustrations, Kathleen Jennings, for Eclipse Online (Nightshade Books)
- Cover art, Shauna O'Meara, for Next, edited by Simon Petrie and Rob Porteous (CSFG Publishing)
- Cover art, Cat Sparks, for The Bride Price by Cat Sparks (Ticonderoga Publications)
- Rules of Summer, Shaun Tan (Hachette Australia)
- Cover art, Pia Ravenari, for Prickle Moon by Juliet Marillier (Ticonderoga Publications)

Cel mai bun scriitor fan
- Tsana Dolichva, for body of work, including reviews and interviews in Tsana's Reads and Reviews
- Sean Wright, for body of work, including reviews in Adventures of a Bookonaut
- Grant Watson, for body of work, including reviews in The Angriest
- Foz Meadows, for body of work, including reviews in Shattersnipe: Malcontent & Rainbows
- Alexandra Pierce, for body of work, including reviews in Randomly Yours, Alex
- Tansy Rayner Roberts, for body of work, including essays and reviews at www.tansyrr.com

Cel mai bun artist fan
- Nalini Haynes, for body of work, including "Defender of the Faith", "The Suck Fairy", "Doctor Who vampire" and "The Last Cyberman" in Dark Matter
- Kathleen Jennings, for body of work, including "Illustration Friday"
- Dick Jenssen, for body of work, including cover art for Interstellar Ramjet Scoop and SF Commentary

Cea mai bună publicație a fanilor în orice mediu
- Dark Matter Zine, Nalini Haynes
- SF Commentary, Bruce Gillespie
- The Writer and the Critic, Kirstyn McDermott and Ian Mond
- Galactic Chat Podcast, Sean Wright, Alex Pierce, Helen Stubbs, David McDonald, and Mark Webb
- The Coode Street Podcast, Gary K. Wolfe and Jonathan Strahan
- Galactic Suburbia, Alisa Krasnostein, Alex Pierce, and Tansy Rayner Roberts

Cel mai bun nou talent
- Michelle Goldsmith
- Zena Shapter
- Faith Mudge
- Jo Spurrier
- Stacey Larner

Premiul William Atheling Jr  pentru critică literară sau recenzii
- Reviews in Randomly Yours, Alex, Alexandra Pierce
- "Things Invisible: Human and Ab-Human in Two of Hodgson's Carnacki stories", Leigh Blackmore, in Sargasso: The Journal of William Hope Hodgson Studies #1 edited by Sam Gafford (Ulthar Press)
- Galactic Suburbia Episode 87: Saga Spoilerific Book Club, Alisa Krasnostein, Alex Pierce, and Tansy Rayner Roberts
- The Reviewing New Who series, David McDonald, Tansy Rayner Roberts, and Tehani Wessely
- "A Puppet's Parody of Joy: Dolls, Puppets and Mannikins as Diabolical Other", Leigh Blackmore, in Ramsey Campbell: Critical Essays on the Master of Modern Horror edited by Gary William Crawford (Scarecrow Press)
- "That was then, this is now: how my perceptions have changed", George Ivanoff, in Doctor Who and Race edited by Lindy Orthia (Intellect Books)

### 2015, Swancon 40, Perth
Cel mai bun roman
- The Lascar's Dagger, Glenda Larke (Hachette)
- Bound (Alex Caine 1), Alan Baxter (Voyager)
- Clariel, Garth Nix (HarperCollins)
- Thief's Magic (Millennium's Rule 1), Trudi Canavan (Hachette Australia)
- The Godless (Children 1), Ben Peek (Tor UK)

Cea mai bună nuvelă sau nuveletă
- "The Ghost of Hephaestus", Charlotte Nash, in Phantazein (FableCroft Publishing)
- "The Legend Trap", Sean Williams, in Kaleidoscope (Twelfth Planet Press)
- "The Darkness in Clara", Alan Baxter, in SQ Mag 14 (IFWG Publishing Australia)
- "St Dymphna's School for Poison Girls", Angela Slatter, in recenzie a Cea mai bună ficțiune australiană, Volume 9, Issue 3 (recenzie a Cea mai bună ficțiune australiană)
- "The Female Factory", Lisa L. Hannett and Angela Slatter, in The Female Factory (Twelfth Planet Press)
- "Escapement", Stephanie Gunn, in Kisses by Clockwork (Ticonderoga Publications)

Cea mai bună povestire
- "Bahamut", Thoraiya Dyer, in Phantazein (FableCroft Publishing)
- "Vanilla", Dirk Flinthart, in Kaleidoscope (Twelfth Planet Press)
- "Cookie Cutter Superhero", Tansy Rayner Roberts, in Kaleidoscope(Twelfth Planet Press)
- "The Seventh Relic", Cat Sparks, in Phantazein (FableCroft Publishing)
- "Signature", Faith Mudge, in Kaleidoscope (Twelfth Planet Press)

Cea mai bună colecție
- Kaleidoscope, edited by Alisa Krasnostein and Julia Rios (Twelfth Planet Press)
- The Year's Best Australian Fantasy and Horror 2013, edited by Liz Grzyb and Talie Helene (Ticonderoga Publications)
- Phantazein, edited by Tehani Wessely (FableCroft Publishing)

Cea mai bună lucrare de artă
- Illustrations, Kathleen Jennings, in Black-Winged Angels (Ticonderoga Publications)
- Cover art, Kathleen Jennings, of Phantazein (FableCroft Publishing)
- Illustrations, Kathleen Jennings, in The Bitterwood Bible and Other Recountings (Tartarus Press)

Cel mai bun scriitor fan
- Tansy Rayner Roberts, for body of work
- Tsana Dolichva, for body of work
- Bruce Gillespie, for body of work
- Katharine Stubbs, for body of work
- Alexandra Pierce for body of work
- Grant Watson, for body of work
- Sean Wright, for body of work

Cel mai bun artist fan
- Nalini Haynes, for body of work, including "Interstellar Park Ranger Bond, Jaime Bond", "Gabba and Slave Lay-off: Star Wars explains Australian politics", "The Driver", and "Unmasked" in Dark Matter Zine
- Kathleen Jennings, for body of work, including Fakecon art and Illustration Friday series
- Nick Stathopoulos, for movie poster of It Grows!

Cea mai bună publicație a fanilor în orice mediu
- "Snapshot 2014", Tsana Dolichva, Nick Evans, Stephanie Gunn, Kathryn Linge, Elanor Matton-Johnson, David McDonald, Helen Merrick, Jason Nahrung, Ben Payne, Alex Pierce, Tansy Rayner Roberts, Helen Stubbs, Katharine Stubbs, Tehani Wessely, and Sean Wright
- It Grows!, Nick Stathopoulos
- Galactic Suburbia, Alisa Krasnostein, Alexandra Pierce, Tansy Rayner Roberts, and Andrew Finch
- The Writer and the Critic, Kirstyn McDermott and Ian Mond
- Galactic Chat, Sean Wright, Helen Stubbs, David McDonald, Alexandra Pierce, Sarah Parker, and Mark Webb

Cel mai bun nou talent
- Helen Stubbs
- Shauna O'Meara
- Michelle Goldsmith

Premiul William Atheling Jr  pentru critică literară sau recenzii
- Reviews in The Angriest, Grant Watson
- The Eddings Reread series, Tehani Wessely, Jo Anderton, and Alexandra Pierce, in A Conversational Life
- Reviews in Adventures of a Bookonaut, Sean Wright
- "Does Sex Make Science Fiction Soft?", in Uncanny Magazine 1, Tansy Rayner Roberts
- Reviews in FictionMachine, Grant Watson
- The Reviewing New Who series, David McDonald, Tansy Rayner Roberts, and Tehani Wessely

### 2016, Contact2016, Brisbane
Cel mai bun roman
- The Dagger's Path, Glenda Larke (Orbit)
- Day Boy, Trent Jamieson (Text Publishing)
- Graced, Amanda Pillar (Momentum)
- Lament for the Afterlife, Lisa L. Hannett (ChiZine Publications)
- Zeroes, Scott Westerfeld, Margo Lanagan, and Deborah Biancotti (Simon and Schuster)

Cea mai bună nuvelă sau nuveletă
- "The Cherry Crow Children of Haverny Wood", Deborah Kalin, in Cherry Crow Children (Twelfth Planet Press)
- "Fake Geek Girl", Tansy Rayner Roberts, in recenzie a Cea mai bună ficțiune australiană, volume 14, issue 4 (recenzie a Cea mai bună ficțiune australiană)
- "Hot Rods", Cat Sparks, in Lightspeed Science Fiction & Fantasy 58 (Lightspeed Science Fiction & Fantasy)
- "The Miseducation of Mara Lys", Deborah Kalin, in Cherry Crow Children (Twelfth Planet Press)
- "Of Sorrow and Such", Angela Slatter, in Of Sorrow and Such (Tor.com)
- "The Wages of Honey", Deborah Kalin, in Cherry Crow Children (Twelfth Planet Press)

Cea mai bună povestire
- "2B", Joanne Anderton, in Insert Title Here (FableCroft Publishing)
- "The Chart of the Vagrant Mariner", Alan Baxter, in Fantasy & Science Fiction, Jan/Feb 2015 (Fantasy & Science Fiction)
- "A Hedge of Yellow Roses", Kathleen Jennings, in Hear Me Roar (Ticonderoga Publications)
- "Look how cold my hands are", Deborah Biancotti, in Cranky Ladies of History (FableCroft Publishing)

Cea mai bună colecție
- Bloodlines, Amanda Pillar (Ticonderoga Publications)
- Cherry Crow Children, Deborah Kalin, edited by Alisa Krasnostein (Twelfth Planet Press)
- Cranky Ladies of History, Tansy Rayner Roberts and Tehani Wessely (FableCroft Publishing)
- Letters to Tiptree, Alexandra Pierce and Alisa Krasnostein (Twelfth Planet Press)
- Peripheral Visions: The Collected Ghost Stories by Robert Hood (IFWG Publishing Australia)

Cea mai bună lucrare de artă
- Cover art, Rovina Cai, for "Tom, Thom" (Tor.com)
- Cover art, Kathleen Jennings, for Bloodlines (Ticonderoga Publications)
- Cover and internal artwork, Kathleen Jennings, for Cranky Ladies of History (FableCroft Publishing)
- Cover, Shauna O'Meara, for The Never Never Land (CSFG Publishing)
- Illustrations, Shaun Tan, for The Singing Bones (Allen & Unwin)

Cea mai bună publicație a fanilor în orice mediu
- The Angriest, Grant Watson
- The Coode Street Podcast, Jonathan Strahan and Gary K. Wolfe
- Galactic Suburbia, Alisa Krasnostein, Alexandra Pierce, and Tansy Rayner Roberts
- SF Commentary, Bruce Gillespie
- The Writer and the Critic, Kirstyn McDermott and Ian Mond

Cel mai bun scriitor fan
- Tsana Dolichva, for body of work, including reviews and interviews in Tsana's Reads and Reviews
- Foz Meadows, for body of work, including reviews in Shattersnipe: Malcontent & Rainbows
- Ian Mond, for body of work, including The Hysterical Hamster
- Alexandra Pierce, for body of work, including reviews in Randomly Yours, Alex
- Katharine Stubbs, for body of work, including Venture Adlaxre
- Grant Watson, for body of work, including reviews in The Angriest

Cel mai bun artist fan
- Kathleen Jennings, for body of work, including Illustration Friday
- Belinda Morris, for body of work, including Belinda Illustrates

Cel mai bun nou talent
- Rivqa Rafael
- T. R. Napper
- D. K. Mok
- Liz Barr

Premiul William Atheling Jr. pentru critică literară sau recenzii
- Letters to Tiptree, Alexandra Pierce and Alisa Krasnostein (Twelfth Planet Press)
- The Rereading the Empire Trilogy review series, Tansy Rayner Roberts
- The Reviewing New Who series, David McDonald, Tansy Rayner Roberts and Tehani Wessely
- "Sara Kingdom dies at the end", Tansy Rayner Roberts in Companion Piece (Mad Norwegian Press)
- "SF Women of the 20th Century", Tansy Rayner Roberts
- Squeeing over Supergirl, David McDonald and Tehani Wessely series

### 2017: Continuum 13, Melbourne
Cel mai bun roman
- The Grief Hole, Kaaron Warren, IFWG Publishing Australia.'
- The Lyre Thief, Jennifer Fallon, HarperCollins.
- Squid's Grief, D.K. Mok, D.K. Mok.
- Vigil, Angela Slatter, Jo Fletcher Books.
- The Wizardry of Jewish Women, Gillian Polack, Satalyte Publishing.

Cea mai bună nuvelă sau nuveletă
- "All the Colours of the Tomato", Simon Petrie, in Dimension6 9.
- "By the Laws of Crab and Woman", Jason Fischer, in recenzie a Cea mai bună ficțiune australiană, Vol 17, Issue 6.
- "Did We Break the End of the World?", Tansy Rayner Roberts, in Defying Doomsday, Twelfth Planet Press.
- "Finnegan's Field", Angela Slatter, in Tor.com.
- "Glass Slipper Scandal", Tansy Rayner Roberts, in Sheep Might Fly.
- "Going Viral", Thoraiya Dyer, in Dimension6 8.

Cea mai bună povestire
- "Flame Trees", T.R. Napper, in Asimov's Science Fiction, April/May 2016.
- "No Fat Chicks", Cat Sparks, in In Your Face, FableCroft Publishing.
- "There's No Place Like Home", Edwina Harvey, in AntipodeanSF 221.

Cea mai bună colecție
- Crow Shine by Alan Baxter, Ticonderoga Publications.
- Defying Doomsday, Tsana Dolichva and Holly Kench, Twelfth Planet Press.
- Dreaming in the Dark, Jack Dann, PS Publishing.
- In Your Face, Tehani Wessely, FableCroft Publishing.

Cea mai bună lucrare de artă
- cover and internal artwork, Adam Browne, for The Tame Animals of Saturn, Peggy Bright Books.
- illustration, Shauna O'Meara, for Lackington's 12.

Cel mai bun scriitor fan
- James 'Jocko' Allen, for body of work.
- Aidan Doyle, for body of work.
- Bruce Gillespie, for body of work.
- Foz Meadows, for body of work.
- Tansy Rayner Roberts, for body of work.

Cel mai bun artist fan
- Kathleen Jennings, for body of work, including Illustration Friday series.
- No Award

Cea mai bună publicație a fanilor în orice mediu
- 2016 Australian SF Snapshot, Greg Chapman, Tehani Croft, Tsana Dolichva, Marisol Dunham, Elizabeth Fitzgerald, Stephanie Gunn, Ju Landéesse, David McDonald, Belle McQuattie, Matthew Morrison, Alex Pierce, Rivqa Rafael, Tansy Rayner Roberts, Helen Stubbs, Katharine Stubbs și Matthew Summers.
- The Coode Street Podcast, Jonathan Strahan și Gary K. Wolfe
- Earl Grey Editing Services (blog), Elizabeth Fitzgerald.
- Galactic Chat, Alexandra Pierce, David McDonald,  Sarah Parker, Helen Stubbs, Mark Webb și  Sean Wright.
- Galactic Suburbia, Alisa Krasnostein, Alex Pierce și Tansy Rayner Roberts.
- The Writer and the Critic, Kirstyn McDermott și Ian Mond.

Cel mai bun nou talent
- T R Napper
- Marlee Jane Ward

Premiul William Atheling Jr  pentru critică literară sau recenzii
- Kat Clay pentru eseuri și recenzii în Weird Fiction Review
- Tehani Croft & Marisol Dunham, pentru seria de recenzii Revisiting Pern: the great McCaffrey reread.
- Tsana Dolichva, pentru recenzii, în Tsana's Reads and Reviews.
- Kate Forsyth, pentru The Rebirth of Rapunzel: a mythic biography of the maiden in the tower, FableCroft Publishing.
- Ian Mond, pentru reviews, în The Hysterical Hamster.
- Alexandra Pierce, pentru recenzii, în Randomly Yours, Alex.
- Gillian Polack, pentru History and Fiction: Writers, their Research, Worlds and Stories, Peter Lang.

### 2018: Swancon 2018, Perth
Cel mai bun roman
- Corpselight, Angela Slatter, Hachette Australia.
- Crossroads of Canopy, Thoraiya Dyer, Tor.
- How to Bee, Bren MacDibble, Allen & Unwin.
- In the Dark Spaces, Cally Black, Hardie Grant Egmont.
- Lotus Blue, Cat Sparks, Skyhorse Publishing.

Cea mai bună nuvelă sau nuveletă
- "Island Green", Shauna O'Meara, în Ecopunk!, Ticonderoga Publications.
- "Girl Reporter", Tansy Rayner Roberts, în Girl Reporter, Book Smugglers Publishing.
- "Matters Arising from the Identification of the Body", Simon Petrie, în Matters Arising from the Identification of the Body, Peggy Bright Books.
- "Monkey Business", Janeen Webb, în Ecopunk!, Ticonderoga Publications.
- "My Sister's Ghost", Kate Forsyth and Kim Wilkins, în The Silver Well, Ticonderoga Publications.

Cea mai bună povestire
- "A Harem of Six Legs", Edwina Harvey, în An Eclectic Collection of Stuff and Things, Peggy Bright Books.
- "Mr Mycelium", Claire McKenna, în Ecopunk!, Ticonderoga Publications.
- "A Pearl Beyond Price", Janeen Webb în Cthulhu Deep Down-Under Vol 1, IFWG Publishing Australia.
- "Prayers to Broken Stone", Cat Sparks, în Kaleidotrope, Spring 2017.
- "Trivalent" by Rivqa Rafael, în Ecopunk!, Ticonderoga Publications.

Cea mai bună colecție
- An Eclectic Collection of Stuff and Things de Edwina Harvey, Peggy Bright Books.
- Ecopunk!, Cat Sparks and Liz Grzyb, Ticonderoga Publications.
- The Silver Well, Kate Forsyth and Kim Wilkins, Ticonderoga Publications.
- Singing My Sister Down and other stories de Margo Lanagan, Allen & Unwin.

Cea mai bună lucrare de artă
- Cover art, Lewis Morley, for Matters Arising from the Identification of the Body, Peggy Bright Books.
- The Grief Hole Illustrated: An Artist's Sketchbook Companion to Kaaron Warren's Supernatural Thriller, Keely Van Order, IFWG Publishing Australia.

Cea mai bună publicație a fanilor în orice mediu
- Earl Grey Editing (blog), Elizabeth Fitzgerald.
- Galactic Suburbia, Alisa Krasnostein, Alexandra Pierce, Tansy Rayner Roberts.
- No Award (blog), Liz Barr and Stephanie Lai.
- SF Commentary, edited by Bruce Gillespie.
- The Writer and the Critic, Kirstyn McDermott and Ian Mond.

Cel mai bun scriitor fan
- Elizabeth Fitzgerald, for writing at Earl Grey Editing.
- Leigh Edmonds, for writing in iOTA.
- Liz Barr, for writing at No Award.
- Stephanie Lai, for writing at No Award.

Cel mai bun artist fan
- Shauna O'Meara, for "How to Bee" (based on the novel by Bren MacDibble).

Cel mai bun nou talent
- Claire G. Coleman
- Stephanie Lai

Premiul William Atheling Jr. pentru critică literară sau recenzii
- Liz Barr, for Star Trek: Discovery reviews, in No Award.
- Russell Blackford, for Science Fiction and the Moral Imagination: Visions, Minds, Ethics, Springer.
- Ambelin Kwaymullina, for "Reflecting on Indigenous Worlds, Indigenous Futurisms and Artificial Intelligence", Twelfth Planet Press.
- Alexandra Pierce and Mimi Mondal, for Luminescent Threads: Connections to Octavia E. Butler, Twelfth Planet Press.
- Cat Sparks, for "Science fiction and climate fiction: contemporary literatures of purpose", in Ecopunk! Speculative tales of radical futures, Ticonderoga Publications.

### 2019: Continuum 15, Melbourne
Cel mai bun roman
- Devouring Dark, Alan Baxter, Grey Matter Press.
- The Subjugate, Amanda Bridgeman, Angry Robot.
- Faerie Apocalypse, Jason Franks, IFWG Publishing Australia.
- City of Lies (Poison Wars 1), Sam Hawke, Tom Doherty Associates.
- The Beast's Heart, Leife Shallcross, Hodder & Stoughton.
- Tide of Stone, Kaaron Warren, Omnium Gatherum.

Cea mai bună nuvelă sau nuveletă
- "Triquetra", Kirstyn McDermott, in Triquetra, Tor.com.
- "Cabaret of Monsters", Tansy Rayner Roberts, in Cabaret of Monsters, The Creature Court.
- "The Dragon's Child", Janeen Webb, in The Dragon's Child, PS Publishing.

Cea mai bună povestire
- "The Art of Broken Things", Joanne Anderton, in Mother of Invention, Twelfth Planet Press.
- "A Man Totally Alone", Robert Hood, The Mammoth Book of Halloween Stories: Terrifying Tales Set on the Scariest Night of the Year!, Skyhorse Publishing.
- "The Heart of Owl Abbas", Kathleen Jennings, in Tor.com.
- "Junkyard Kraken", D.K. Mok, in Mother of Invention, Twelfth Planet Press.

Cea mai bună colecție
- Sword and Sonnet, edited by Aidan Doyle, Rachael K. Jones and E. Catherine Tobler, Ate Bit Bear.
- Mountains of the Mind, Gillian Pollack, Shooting Star Press.
- Mother of Invention, Rivqa Rafael and Tansy Rayner Roberts, Twelfth Planet Press.
- A Hand of Knaves, Leife Shallcross and Chris Large, CSFG Publishing.
- Tales from the Inner City, Shaun Tan, Allen & Unwin.

Cea mai bună lucrare de artă
- Cover art, Likhain, for Mother of Invention, Twelfth Planet Press.
- Cover and internal illustrations, Shauna O'Meara, for A Hand of Knaves, CSFG Publishing.

Cea mai bună publicație a fanilor în orice mediu
- Earl Grey Editing, Elizabeth Fitzgerald.
- Pratchat, Elizabeth Flux, Ben McKenzie, Splendid Chaps Productions.
- SF Commentary, Bruce Gillespie.
- Galactic Suburbia, Alisa Krasnostein, Alexandra Pierce, and Tansy Rayner Roberts.

Cel mai bun scriitor fan
- Liz Barr, for writing in squiddishly.
- Bruce Gillespie, for writing in SF Commentary and ANZAPA articles.

Cel mai bun nou talent
- Elizabeth Fitzgerald
- Sam Hawke
- Bren MacDibble (aka Cally Black)
- Leife Shallcross

Premiul William Atheling Jr  pentru critică literară sau recenzii
- Damien Broderick, for Pscience Fiction, McFarland.
- Damien Broderick, for Consciousness and Science Fiction, Springer.
- Tansy Rayner Roberts, for Gentlewomen of the Press, Sheep Might Fly.
- Cat Sparks, for "The 21st Century Catastrophe: Hyper-capitalism and Severe Climate Change in Science Fiction" PhD exegesis.

## Legături externe
- Overview of Ditmar Award page at ISFDB